# Grottes d'Arcy-sur-Cure
Les grottes d'Arcy-sur-Cure sont situées sur la commune d'Arcy-sur-Cure dans le département de l'Yonne en Bourgogne-Franche-Comté, France. La plupart abritent des sites archéologiques préhistoriques et certaines sont des grottes ornées d'art pariétal.
C'est l'un des rares gisements archéologiques du Bassin parisien dont les strates multiples couvrent une chronologie très étendue, depuis le Moustérien très ancien (Paléolithique moyen, plus de 200 000 ans avant J.-C.) au Paléolithique final et jusqu'au Moyen Âge. Les richesses en vestiges, tant lithiques, de faune, d'industries osseuses et de restes anthropologiques, que l'art pariétal, offrent un contexte rare en archéologie et permettent une approche interdisciplinaire et diachronique des recherches.
C'est aussi, par la grotte du Renne notamment, un lieu exceptionnel et le lieu de référence pour étudier l'extinction de Homo neanderthalensis et l'expansion de Homo sapiens. Le site d'Arcy est un lieu essentiel pour l'étude du Paléolithique moyen et supérieur dans le Nord de la France,.
Les peintures pariétales, les plus anciennes actuellement connues en France après celles de la grotte Chauvet, ont été découvertes en 1990 dans la Grande grotte ; ce sont dans ce pays les plus anciennes peintures pariétales accessibles au public (la grotte Chauvet est fermée au public). 

Le site a également livré un petit bloc de pigment bleu, unique parmi les sites préhistoriques français.
La majeure partie de la Grande grotte, avec ses peintures rupestres, est ouverte au public.
Les archives scientifiques des fouilles archéologiques des Grottes d'Arcy-sur-Cure sont déposées au Pôle archives de la Maison des Sciences de l’homme Mondes.

## Situation
Les grottes sont dans la vallée de la rivière Cure à environ 180 km au sud-est de Paris à vol d'oiseau, dans le sud du département de l'Yonne entre Auxerre et Avallon, à 1,3 km au sud d'Arcy-sur-Cure (2 km par la route) et à moins de 10 km au nord du parc naturel régional du Morvan.
Elles s'ouvrent dans la falaise en rive gauche, dans le dernier grand méandre de la rivière à sa sortie du massif du Morvan. Toutes les cavités listées comme monuments historiques sont au début de cette boucle de la rivière, sur le flanc sud du massif corallien que la rivière contourne par le côté Est, et font face au sud (sud-est pour la grotte des Goulettes, première grotte rencontrée en amont). D'autres grottes, qui participent du même ensemble hydrogéologique, se trouvent côté nord du même massif, près du village ; celles-ci ne sont pas inscrites comme monuments historiques,.
La rivière à cet endroit est à environ 122 m d'altitude.
Elles sont très proches du site de Saint-Moré qui, en rive droite à 700 m en amont, prolonge le site d'Arcy en offrant un grand nombre de cavités s'étageant sur plusieurs niveaux,.

## Géologie

### Formation du substrat rocheux
Situé entre le massif du Morvan et la bordure sud-est du Bassin parisien, Arcy-sur-Cure fait partie des plateaux de Basse-Bourgogne formés au Jurassique moyen (Dogger) et J. supérieur (Malm),.
Pendant le Jurassique, la mer envahit toute la future France sauf les montagnes. À l'époque du Jurassique supérieur ou Malm,, voici 150 millions d'années, la région est recouverte par des eaux peu profondes dans lesquelles abondent les organismes marins, qui forment au fil du temps un massif corallien atteignant 100 m d'épaisseur dans l'anse ouest de la Cure, correspondant à la première des trois strates du Rauracien,. Girard mentionne les grosses chailles blanches à la base de l'Argovien, finement litées en rose et gris et stratifiées sans interruption, visibles à Saint-Moré (donc présentes en sous-sol à Arcy, compte tenu du pendage incliné vers le nord-est). Ces chailles sont surmontées d'un calcaire gris rocailleux très riche en fossiles, puis de « calcaires de transition » entre l'Argovien et le Rauracien. C'est dans ces deux étages que se sont formées la plupart des grottes d'Arcy. 

Au nord de ce massif corallien, du côté de la haute mer (vers le futur Bassin parisien), de fins sédiments se déposent qui produisent à terme des marnes litées. 

Le Jurassique finissant voit des sédiments fins oolithiques recouvrir le massif et les marnes.
La carte géologique montre, le long de la rivière, une très étroite bande bleu moyen terne de Bathonien (« J3 ») : des calcaires oolithiques et marneux ou gros bancs de calcaire blanc compact oolithique et pisolithique - mais d'autres auteurs donnent J3 pour le Callovien,, des « chailles litées et calcaires oolithiques » ; selon Girard, le Bathonien n'apparaît pas au niveau des grottes d'Arcy. 

Jouxtant le Bathonien, on trouve une très étroite bande d'Oxfordien (« J5 » en bleu sombre), mélange d'argiles et de calcaires dont des oolithes ferrugineuses de l'Oxfordien moyen.
L'arrière-récif corallien (« J6a-5 » en bleu pâle) inclut du Kimméridgien inférieur (« J6a ») et de l'Oxfordien (« J5 »). 

Sur le plateau dominant les grottes d'Arcy se trouvent des couches du Kimméridgien inférieur (« J6a » en bleu moyen, marnes à Pholadomya cor), faites essentiellement d'argiles,. 

Fy sont des alluvions anciennes.

### Creusement de la vallée
Pendant le Crétacé (époque suivant le Jurassique), la mer se retire vers le Bassin parisien. La Cure naît et commence à couler sur ces roches. Or elle prend naissance dans le Morvan granitique ; et le granite, roche magmatique riche en silice, tend à être acide. Sur tout son parcours dans le Morvan, la Cure se charge donc de cette silice qui lui permet, à sa sortie du Morvan, d'entailler profondément les couches sédimentaires oolithiques tendres mises à découvert par le retrait de la mer. Son cours d'alors est probablement rectiligne au départ. Puis un effondrement tectonique affecte cette zone pendant l'Oligocène (~28 millions d'années), avant la formation des Alpes, avec la création subséquente de nombre de fossés. Cette zone enfoncée est limitée au nord et au sud par des failles de grande taille orientées est-ouest. Le cours de la rivière a vraisemblablement ralenti en conséquence, et elle a pu commencer à méandrer à cette période. Après que les couches tendres soient érodées, elle rencontre les calcaires plus durs, qu'elle creuse moins vite et dans lesquels elle se retrouve plus ou moins piégée ; les berges concaves gardent leurs pentes abruptes et forment des falaises, alors que les berges convexes sont partiellement comblées d'alluvions et autres matériaux qui donnent à ces rives des pentes douces dans de larges cirques.

### Formation des grottes karstiques
La formation des Alpes engendre de nombreuses diaclases et des failles orientées nord-sud, en même temps que les couches de roches subissent un pendage (inclinaison) vers le nord et vers l'aval. Ces cassures permettent à la rivière de s'infiltrer dans les roches et d'y creuser des galeries et grottes grâce à l'action conjuguée de son acidité et de l'érosion. Les grottes d'Arcy dans leur ensemble forment un réseau de près de 5 km de long pour une surface de moins de 60 ha. Les grottes les plus hautes, qui sont petites et peu nombreuses, sont celles qui ont été creusées en premier. Le creusement se poursuit encore de nos jours dans les grottes se trouvant au niveau actuel du lit rocheux de la rivière ; nombre de galeries de ce niveau sont des galeries « vivantes », c'est-à-dire qu'elles comportent un cours d'eau.
La région des grottes n'est pas marquée par de grandes fractures mais par de petits décrochements de 1 à 2 m. 

Certaines grottes sont creusées à partir de diaclases à peu près verticales, d'autres le sont à partir de points de jonction entre les strates géologiques. Les premières tendent à avoir un porche triangulaire, comme la grotte des Fées ou la grotte du Renne. Les secondes ont une entrée surmontée d'un linteau, comme la Grande grotte ou celle de la Hyène.

Les deux types de porche des grottes d'Arcy-sur-Cure - Cartes postales, vers 1937
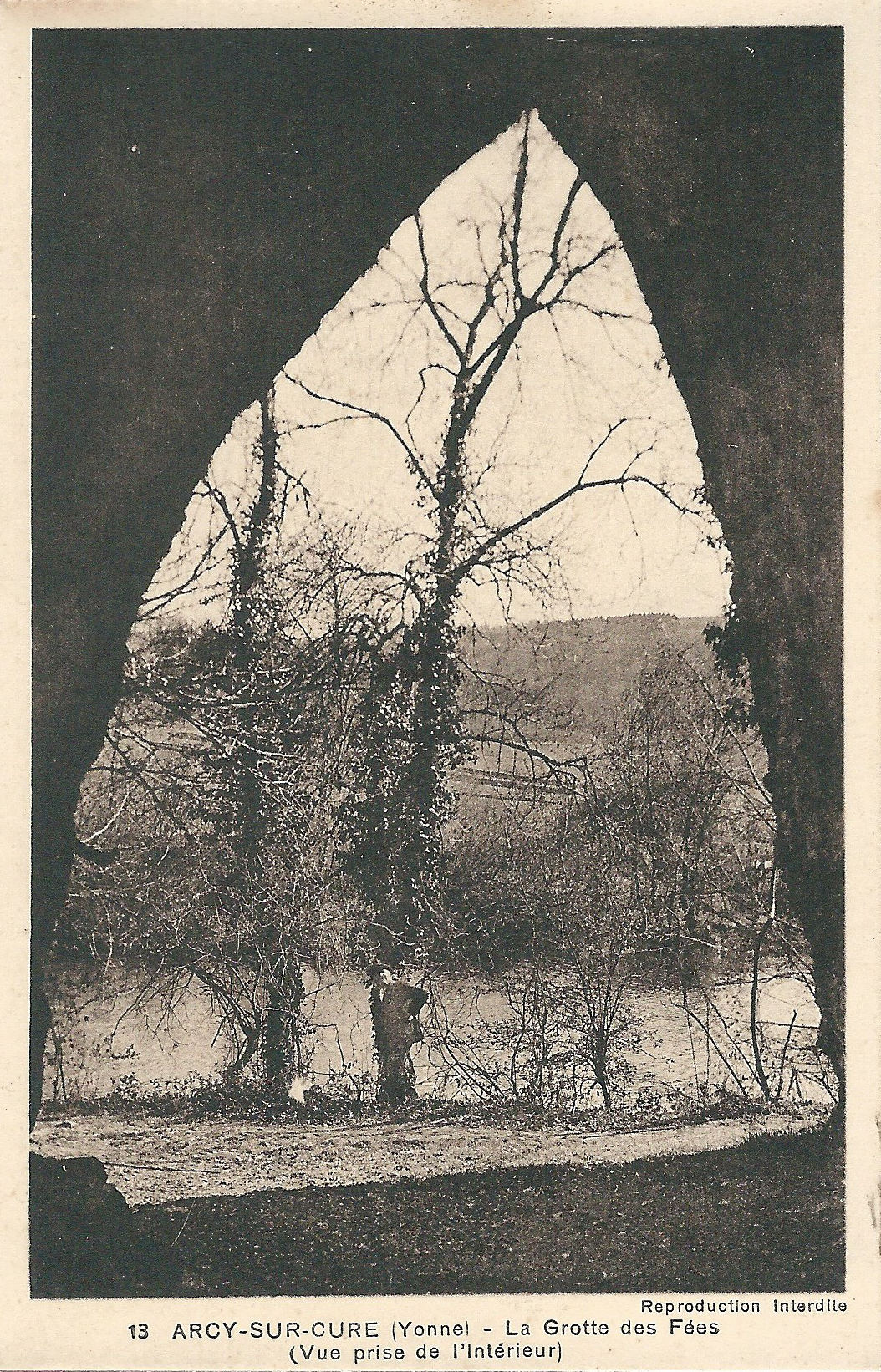
Porche triangulaire, grotte des Fées..
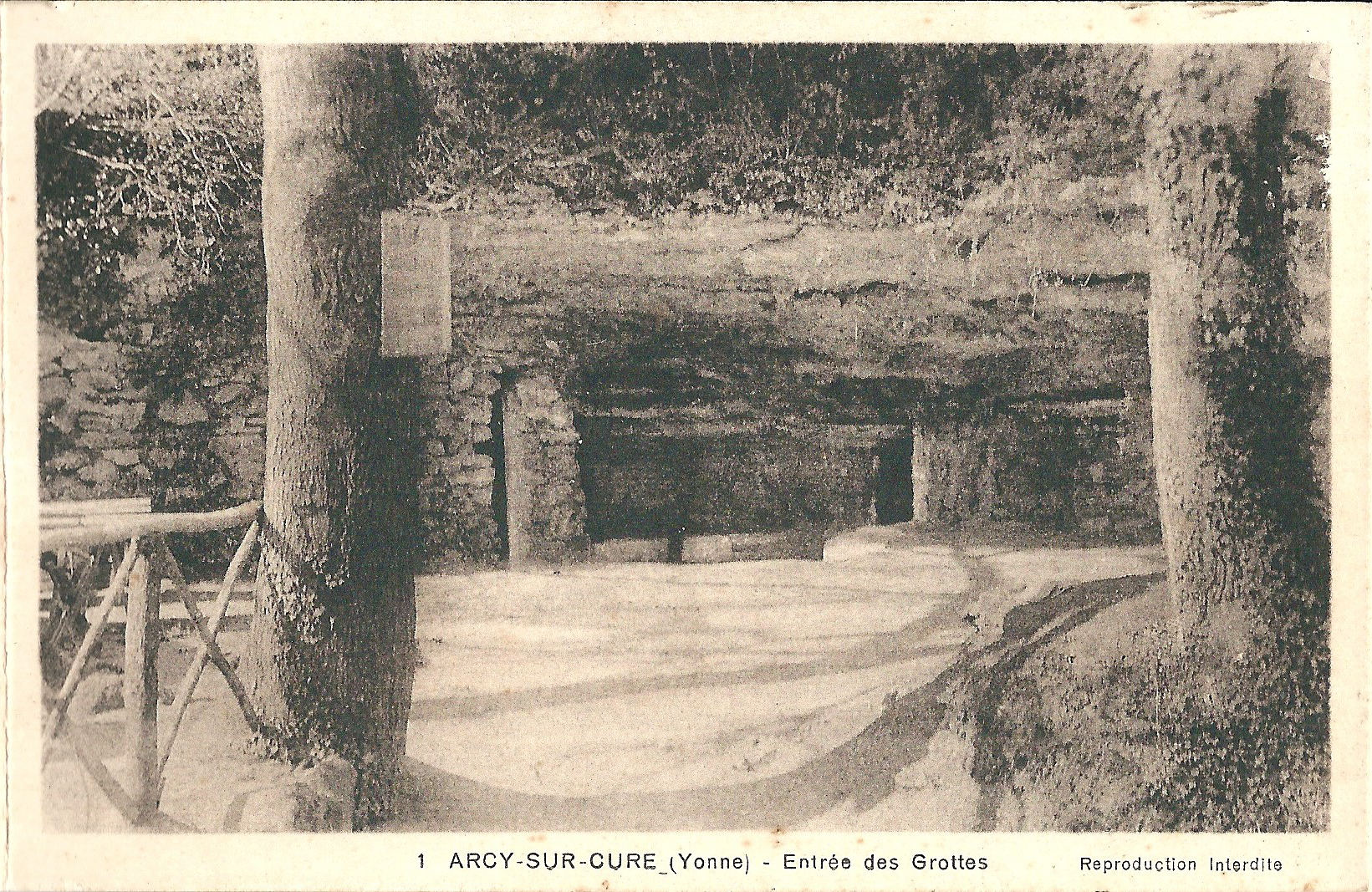
Porche à linteau, Grande grotte.

Les grottes se trouvent à plusieurs hauteurs sur les flancs de vallée. De petites cavités s'ouvrent à 40 m au-dessus du niveau actuel de la Cure, et une seule grotte se trouve à 20 m de hauteur. Le plus grand nombre de grottes est entre 0 m et 6 m au-dessus de la rivière ; du point de vue géologique, cette hauteur correspond à la limite entre l'Argovien et le Rauracien,.
Les différents substrats jouent sur la configuration et la structure des grottes. Dans leurs parties nord, les marnes plus dures engendrent des profils tourmentés et les porches qui se trouvent dans cette roche sont restés à peu près intacts (par exemple les grottes des Fées et des Ours). Dans leurs parties sud, les calcaires plus tendres donnent des galeries plutôt régulières et lisses et les porches ont tendance à s'effondrer, avec des éboulements qui les obstruent entièrement. Ainsi des grottes du Bison et du Renne dont les porches sont situés en limite des faciès coralliens et marneux du Rauracien.
Durant l'Holocène les porches de nombreuses grottes et peut-être de toutes les grottes, ont été scellés par un effondrement important.

## Découvertes et histoire moderne des grottes
Contrairement à la grotte Chauvet et à celle de Lascaux, découvertes assez récemment, la Grande grotte d'Arcy et quelques autres du même site sont connues de longue date. Réputées pour leurs spéléothèmes, elles ont été visitées par des personnages célèbres et moins célèbres. Ainsi on note entre autres un graffiti de Joachim de Sermizelle, seigneur d'un village voisin, en 1542 ; ou ceux de soldats allemands de la dernière guerre dans la salle de la Cascade. 

Mais les gravures (grotte du Cheval, Grande grotte) et peintures (Grande grotte) n'ont été découvertes que dans la seconde moitié du XXe siècle.

### XVIIesiècle
La première mention écrite sur les grottes d'Arcy est celle en 1666 sur la Grande grotte par Jacques de Clugny, ami de Colbert et lieutenant-général de Dijon, envoyé en mission officielle dans le cadre de la rédaction des « Mémoires des Intendants ». Ses descriptions partielles de la Grande grotte et de la grotte des Fées sont accompagnées de plans mais pas de croquis ni de dessins. Plutôt que de lui adjoindre un dessinateur, Colbert l'a fait accompagner par deux marbriers (ce qui indique une visite à but d'exploitation).
La première publication, de la description précise de la grotte est celle de l'hydrologue Pierre Perrault, qui la visite en 1670, dans son livre De l'origine des fontaines (1674). Il note que les stalactites se forment en cercles concentriques autour d'un petit vide ; et, faisant preuve d'une bonne compréhension de son sujet, remarque que la rivière pourrait passer entièrement par ces grottes et ressortir de l'autre côté du massif (au nord), allant jusqu'à l'abandon de son lit formant le méandre qui contourne ledit massif par le côté Est.
Claude Joly, homme de lettres, visite la grotte en 1676. Vauban est également signalé le 20 juillet 1722, en visite avec le chanoine Bocquillot, l'historien bourguignon Dom Urbain Plancher le 12 mai 1726, l'évêque d'Auxerre de Caylus à mi-octobre 1728, et l'historien auxerrois l'abbé Lebeuf le 29 octobre 1728.

### XVIIIesiècle

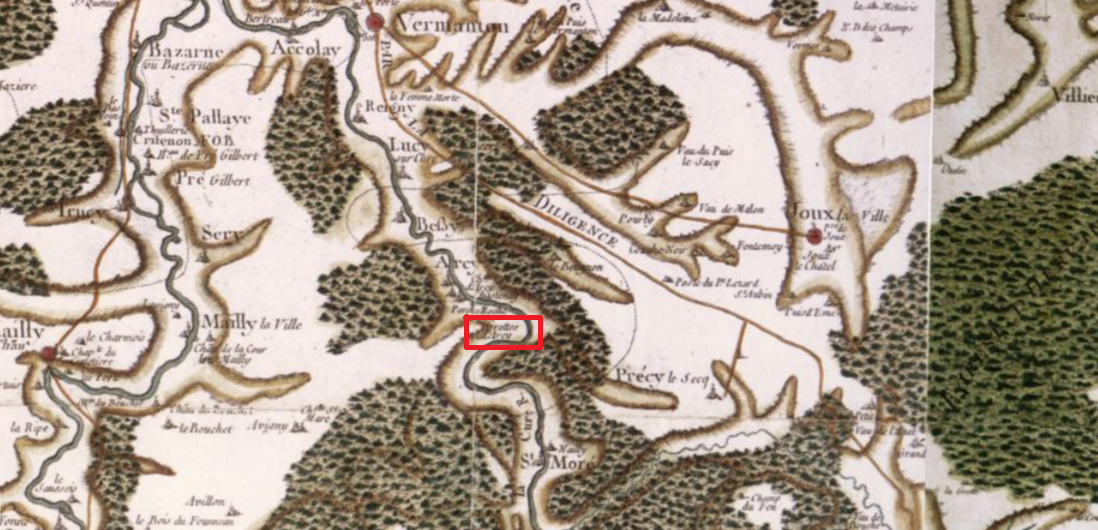
Les grottes d'Arcy (encadré rouge)
sur la carte de Cassini.

Le naturaliste Buffon, Daubenton et Nadault la visitent au siècle suivant, en 1740 ; Buffon y retourne en 1759 ou (et ?) 1762 - un autographe présumé de Buffon se trouve dans la dernière salle de la grotte, daté de 1762. Il mentionne les grottes d'Arcy dans son Histoire naturelle des minéraux publiée en 1783, mais sa théorie sur la formation des stalactites fait rapidement l'objet de controverses.
Dès 1751 Diderot s'étend sur les grottes d'Arcy dans son Encyclopédie et les mentionne de nouveau en 1754, soulignant la production d'albâtre.
En 1752 Morand publie une Nouvelle description des grottes d'Arci.
Le géographe François Pasumot visite également la Grande grotte et la grotte des Fées, qu'il décrit en partie et dont il fait le plan en 1763.
D'après Liger, le dictionnaire de Moreri mentionne la grotte au mot « Caverne » ; il ne s'y trouve sous cette entrée dans aucune édition disponible en ligne à ce jour[Quand ?] mais l'édition de 1759 donne l'entrée « Arcy (grottes d') », longuement décrites sur presque quatre colonnes.
Les visiteurs illustres continuent, dont Jules Armand, prince de Condé, et Marie-Caroline duchesse de Berry et épouse du petit-fils de Louis XV, qui fait graver son nom au bas de la concrétion du Calvaire.

### XIXesiècle
Vers 1805 ou 1806, un premier aménagement est réalisé dans la Grande grotte.
Des ossements et des silex ayant été découverts dans la grotte des Fées, Robineau-Desvoidy et le propriétaire des grottes y font quelques fouilles en 1853 ; ils distinguent deux couches archéologiques qu'ils attribuent à l'invasion des Barbares…
Paul de Vibraye entame des fouilles dans la même grotte en 1858 ; il y voit trois couches, mais surtout y découvre une mandibule attribuée à un Néandertalien.
En 1886 l'archéologue auxerrois Adrien Ficatier découvre la grotte du Trilobite, dont le "bâton percé" dans la couche V magdalénienne (voir plus bas la section « Le Magdalénien à Arcy »).
De la fin 1894 à 1898 l'abbé Parat, qui vient de passer un certain temps à fouiller les grottes de Saint-Moré voisines, entreprend celles d'Arcy. Il y découvre 3 nouvelles grottes ou abris et des espèces animales nouvelles, dont le lion des cavernes. Dans la grotte du Trilobite il découvre quatre niveaux de plus : Moustérien, Aurignacien, Gravettien et Protosolutréen,,, ce dernier étant jusque là inconnu dans l'Yonne.

### XXesiècle
Le début du XXe siècle voit l'ouverture d'une ligne de chemin de fer desservant Arcy ; le nombre de visites s'accroît considérablement. 

La grande galerie Est de la Grande grotte est découverte en 1928 lors de l'aménagement de la cavité ; c'est aussi l'année où l'électricité est installée dans la grotte.
Pierre Poulain découvre la grotte du Renne en 1939. Il travaille sur le site de 1949 à 1953 aux côtés d'André Leroi-Gourhan.

#### 1946: gravures, fouilles Leroi-Gourhan

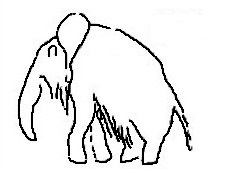
Mammouth gravé, grotte du Cheval. Copie du relevé par G. Bailloud (1946).

Le 15 février 1946 les spéléologues René Bourreau, Marcel Papon et Gérard Méraville découvrent des gravures dans la grotte du Cheval. Gérard Bailloud visite le site d'Arcy avec eux les 9 et 10 mars suivants puis avertit André Leroi-Gourhan. Il retourne sur le site le 21 avril avec George Tendron pour prendre photos et relevés. Bailloud et Tendron adhèrent alors à la Société Préhistorique Française pour y présenter en juin un compte rendu sur le site,,. Cette découverte représente pour Bailloud un tournant majeur en orientant son intérêt vers la Préhistoire, lui qui jusque là était centré sur l'ethnologie africaine. L'intérêt de ces gravures pour l'art préhistorique amène d'ailleurs Bailloud à renseigner Georges Bataille lorsque ce dernier écrit son livre sur Lascaux (Lascaux ou la Naissance de l'art, 1955).
André Leroi-Gourhan, à cette époque professeur d'ethnologie à Lyon, visite le site avec un groupe d'étudiants du 23 septembre au 2 octobre 1946. Il va y travailler jusqu'en 1962, plus à fond à partir de 1949 après la fin de ses fouilles à la grotte des Furtins. Lors ce premier séjour, le groupe reçoit les 28 et 29 septembre la visite de l'abbé Breuil, spécialiste incontournable de la Préhistoire. Henri Breuil, à 69 ans, ne peut pénétrer dans la grotte du Cheval dont l'accès est difficile ; mais il authentifie grotte et gravures sur la foi des relevés de Leroi-Gourhan et de son équipe. 

Peu après, Gérard Bailloud découvre la grotte du Loup. La comtesse du Sablon, propriétaire des lieux, lui refuse l'autorisation de la fouiller mais Leroi-Gourhan, universitaire reconnu, obtient l'aval de cette dernière et se met à l'étude de cette nouvelle grotte. C'est à peu près vers cette période qu'il crée à Arcy le « chantier-école du Centre de recherches préhistoriques », une structure pionnière où il établit une technique et une méthodologie nouvelles, toujours de rigueur de nos jours,. L'équipe de base des fouilles est composée d'André Leroi-Gourhan pour la détermination de la faune - bientôt remplacé par Thérèse Josien -, Jean Chavaillon pour la granulométrie, Pierre Poulain pour la stratigraphie et les structures et à partir de 1950 également pour la co-direction du chantier avec Gérard Bailloud qui s'occupe aussi de l'encadrement des stagiaires.
Après la grotte du Loup, Leroi-Gourhan entreprend l'étude de la grotte de la Hyène où il découvre plusieurs niveaux du Moustérien. 

En 1949 il commence le travail sur la grotte du Renne, récemment découverte par Pierre Poulain et donc encore intacte, qui va l'amener à énoncer pour la première fois que les Néandertaliens (et non Homo sapiens comme on le croyait jusque là) sont vraisemblablement les hominidés associés au Châtelperronien,.
À partir de 1954 sa femme Arlette Leroi-Gourhan, pionnière de la paléopalynologie, fait ses premières armes au sein de cette école et dans ce cadre si riche des grottes d'Arcy ; à terme, elle publie de nombreuses études, sur Arcy et sur maints autres sites en France et à l'étranger et forme de nombreux paléopalynologistes de renommée internationale. Conjointement, les Leroi-Gourhan affinent la stratigraphie de la grotte du Trilobite en 1951 ; ils étudient aussi les grottes du Bison, du Lion, et du Lagopède.
Pour la numérotation des couches archéologiques, Leroi-Gourhan a d'abord repris celle de l'abbé Parat (en chiffres romains). Il a par la suite établi une autre nomenclature, en chiffres arabes, afin de tenir compte des couches intermédiaires et surtout de faciliter les correspondances entre les couches des différentes grottes.

#### 1976: le grand décapage
Les très beaux spéléothèmes continuent à attirer l'attention. Mais la propreté plus que douteuse de l'ensemble même des grottes pose problème pour le développement du tourisme. Déjà en 1882 un visiteur donne cette description de la Grande grotte :

« [les intérieurs] sont d'une malpropreté déplorable : l'argile entraînée avec les sels dissous ; les immondices des chauve-souris et la fumée des torches, revêtent tous ces objets de marbre d'une teinte noirâtre et d'un enduit fangeux qui inspirent le dégoût […] Qu'il y a loin de cette apparence sordide, à la transparence, à la fraîcheur, à la blancheur immaculée, aux reflets étincelants des cristallisations calcaires que m'ont offert […] les grottes du Vallon, dans l'Ardèche ! »

— Dr Bailly
Près d'un siècle plus tard cette situation n'a pu qu'empirer, d'autant que le nombre de visiteurs s'est accru entre-temps avec la ligne de chemin de fer. Et à cette époque personne ne se doutait qu'une autre « chapelle Sixtine de la préhistoire » (un surnom donné à Lascaux) se cachait sous cette crasse. André Leroi-Gourhan, qui affirmait dans les années 1950-1960 qu'aucune peinture pariétale ne se trouvait à Arcy, ne pensait pas empiéter sur un tel chef-d'œuvre quand il a lui-même facétieusement gravé dans un coin de la Grande grotte la copie d'un mammouth de la grotte du Cheval.
En 1976 l'administrateur du domaine Henri de Peyssac décide donc de faire nettoyer la Grande grotte, avec de l'eau sous pression additionnée d'acide chlorhydrique. Même à ce moment, rien n'est découvert. Il faut pour cela encore attendre presque 14 ans, et jusqu'en 1990 le nettoyage au karcher est opéré régulièrement.

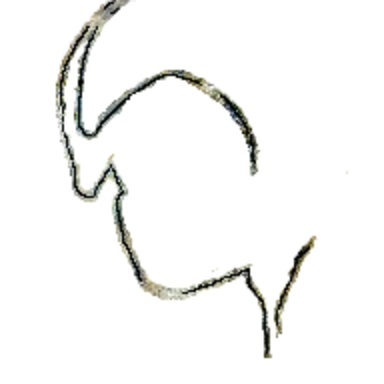
« Bouquetin de la découverte » : première peinture découverte en 1990.

#### 1990: peintures, fouilles Girard et Baffier
En 1990, la famille de la Varende devient propriétaire du site des grottes. Confronté aux problèmes de conservation et d'exploitation et soucieux du « devoir de mémoire » envers les générations futures, il décide de rouvrir le site à l'exploration scientifique.
Avril 1990 : une équipe de la chaîne de télévision FR3, venue faire une émission sur les grottes, positionne de gros projecteurs dans la salle des Vagues de la Grande grotte. Sous cette très forte lumière Pierre Guilloré, aperçoit, transparaissant en filigrane sous la couche de calcite qui l'a protégé de la solution d'acide chlorhydrique, le profil d'un large bouquetin de 46 cm de longueur orné de deux cornes imposantes.
À partir de 1991 une équipe multidisciplinaire est mise en place pour l'étude du site, avec Dominique Baffier chargée d'établir un relevé des parois et son collègue Michel Girard pour fouiller le sol.
(Voir aussi plus bas la section « Les peintures ».)

### Les vestiges humains à Arcy
Les grottes ont livré une grande quantité de pièces de fossiles humains. En 2019 Maureille & Hublin en publient une étude la plus exhaustive possible mais le nombre exact est difficile à déterminer, pour différentes raisons : dispersion des collections, perte de certaines pièces, quelques confusions avec des fossiles d'animaux, certaines pièces restant indéterminées, etc. Autre problème : il n'est pas toujours possible de déterminer leur position d'origine. Pour quelques-unes d'entre elles on ne sait même pas de quelle grotte elles ont été tirées. Pour nombre d'entre elles, il est impossible de savoir de quel niveau elles proviennent ; pour d'autres c'est incertain. Il en reste cependant un bon nombre pour lesquelles l'origine et la position sont connues avec suffisamment de précision pour en tirer des renseignements utiles.
Le musée de l'Homme à Paris possède la mandibule provenant de la collection de Vibraye, celle-là même qui a attiré l'attention sur le potentiel archéologique des grottes d'Arcy.
Le premier fossile humain de la grotte du Renne est trouvé en 1950. Au total cette grotte a livré environ 250 vestiges humains ; dents entières ou partielles, morceaux de crânes, d'os variés…
En 1951 sont trouvées la mandibule (Arcy II) et la portion de massif facial supérieur (Arcy III) de la grotte de l'Hyène : ce sont deux adultes différents, d'âge moyen. Au total elle livre 17 à 22 vestiges humains (cinq d'entre eux sont incertains). S'y trouvent : sept dents isolées, deux machoires, un métacarpien, un fragment de voûte crânienne, plus dix éléments du squelette infra-crânien dont cinq qui restent à déterminer précisément et les cinq autres étant une moitié proximale d'une diaphyse fémorale, un fragment d'une diaphyse de fibula, un fragment de diaphyse de fémur, un fragment de diaphyse humérale et un fragment de tibia. Les fragments de mâchoires des deux Néandertaliens surnommés « Augustin » et « Augustine » y sont trouvés par André Leroi-Gourhan en 1963.
La grotte du Loup a livré une molaire inférieure humaine probablement une M1 gauche, et deux vestiges crâniens
la grotte du Bison a livré deux molaires humaines isolées, un maxillaire droit d'adulte avec 6 dents (de la canine à la M3) et douze dents isolées, le tout correspondant à trois adultes et 7 immatures : un enfant de 9-12 mois, deux enfants de 2-4 ans, un enfant de 7-9 ans, un autre de 8-10 ans et deux de 15-19 ans.
La galerie Schoepflin (qui prolonge à la fois la grotte du Renne et la grotte des Ours) a livré quatre pièces : un fragment de diaphyse fémorale droite, une première molaire permanente inférieure gauche, un germe de première ou seconde molaire supérieure gauche et un germe d'incisive centrale déciduale supérieure droite.
La grotte des Fées livre aussi quelques vestiges, dont deux fragments de voûte crânienne, une phalange proximale de main, un axis

### Spéléohydrologie
Du point de vue spéléohydrologique, la première association ayant étudié les grottes d'Arcy est le Groupe Archéologique et Spéléologique Parat (G.A.S.P.) fondé en 1945. Peu après, il devient le Groupe Spéléologique et Préhistorique Parat (G.S.P.P.). Des membres de ce groupe font la première découverte des gravures préhistoriques dans la grotte du Cheval. 

En 1967 le G.S.P.P. quitte le département et devient le Spéléo-Groupe des Hauts-de-Seine. Le Groupe Spéléologique Yonne-Vercors lui succède à Arcy-sur-Cure. Explorant le réseau des Fées, ils dévoilent ainsi la plus longue grotte connue de l'Yonne.
Pour plus de détails, voir la section « Hydrologie » plus bas.

### Les collections
La collection des objets tirés des grottes par Ficatier est vendue, puis récupérée par l'abbé Parat. Cette collection, additionnée de ceux trouvés par Parat, passe au musée du petit séminaire de Joigny.
Lors des fouilles Leroi-Gourhan, les vestiges trouvés sont stockés les uns au musée de l'Homme où G. Bailloud et Leroi-Gourhan travaillent, d'autres dans la maison des Leroi-Gourhan à Vermenton (à 8 km d'Arcy-sur-Cure), d'autres encore à Avallon, exposés au musée de l'Avallonais dont Pierre Poulain est le conservateur.
Le 21 juillet 1980 Pierre Poulain transfère la collection au musée de l'Avallonais depuis le musée du petit séminaire de Joigny.
Les fragments de mâchoires des deux Néandertaliens Augustin et Augustine, trouvés par André Leroi-Gourhan dans la grotte de l'Hyène en 1963, ont longtemps été exposés au musée de l'Homme avant d'être transférés à l'Institut de paléontologie humaine de Paris.

## Occupation humaine
Selon Dominique Baffier, onze des grottes d'Arcy sont des sites préhistoriques, ayant servi de refuge à l'homme depuis au moins 200 000 ans. D'après les recherches des Leroi-Gourhan publiées en 1964, les grottes du Loup, de la Hyène, du Cheval, du Bison, du Lion, du Renne et du Lagopède ont toutes dévoilé des signes d'occupation humaine. Mais elles ont été occupées à des époques différentes, selon leurs positions respectives dans la falaise et selon les remplissages successifs.
Il semble que pendant le Quaternaire seules les grottes basses - celles dont l'ouverture est située de 0 m à 6 m au-dessus du niveau actuel de la rivière - aient été utilisées.
L'utilisation des fonds (obscurs) des diverses cavités est variable selon les époques. Au Paléolithique les grottes sont habitées sous les porches ou dans les parties proches de l'entrée, de façon à bénéficier de la lumière du jour. Seuls les moustériens ont utilisé les fonds de grottes pour des activités matérielles ; pourtant il ne s'agit pas d'un moyen de lutte contre le froid puisque même les périodes tempérées les voient utiliser les fonds de grottes. 

Les parties profondes de la Grande grotte ont été utilisées avant -28 000 ans. Au Paléolithique supérieur, les fonds de grottes ont été utilisés uniquement pour des activités de symbolisation (Grande grotte, grotte du Cheval).
Enfin, les dents de juvéniles humains ne sont pas les seuls témoins de l'existence d'enfants dans les populations de châtelperroniens sur le site d'Arcy. L'industrie lithique de tous les niveaux de ce faciès culturel démontre plusieurs niveaux d'habileté dans la taille des pierres ; par exemple la grotte du Renne en montre au moins trois. Pierre Bodu, lui-même tailleur expérimenté d'outils lithiques, a conclu de ses observations du matériel de cette grotte que plusieurs individus inexpérimentés se sont essayé à cette technique.

### Périodes d'occupation humaine
Les plus anciennes traces d'occupation humaine remontent à l'avant-dernière glaciation, commencée voici 325 000 ans. Les fouilles d'André Leroi-Gourhan ont déterminé 22 niveaux d'occupation humaine sur les cinq grottes du Loup, du Renne, du Cheval, de la Hyène et du Trilobite. 

La couche 30 contenait les plus anciens artefacts connus à Arcy : de très rustres outils sur galets que Leroi-Gourhan qualifie de pré-néandertaliens, trouvés dans de minces couches de graviers au fond de la grotte de la Hyène ; leur datation est cependant problématique. 

Une chronologie fiable peut être établie seulement à partir de la couche 29 de la même grotte. Cette couche 29 héberge des artefacts et des vestiges d'animaux datés d'un interstade rissien, lors de la période du Moustérien,. 

Des objets répartis dans plusieurs autres grottes montrent une occupation subséquente de diverses grottes durant toute la durée du Würm (-125 000 ans à −11 430 ans). 

Enfin, certaines grottes ont aussi été occupées pendant le Hallstatt (-1 200 à -500), l'époque gallo-romaine et jusqu'au XIIIe siècle.
L'érosion et l'absence de soins appropriés lors de fouilles passées, ont détruit des couches de façon irrémédiable. Les Leroi-Gourhan citent en exemple la couche du début du Solutréen (~24 000 à 22 000 ans avant J.-C.) dans la grotte du Trilobite. Ces couches détruites existent peut-être encore intactes dans d'autres abris non explorés sur le site d'Arcy (par ailleurs les grottes de Saint-Moré à moins de 800 m de là ont encore été très peu explorées du point de vue préhistorique, l'attention s'y étant principalement portée sur le camp antique de Cora).

Vestiges des grottes d'Arcy
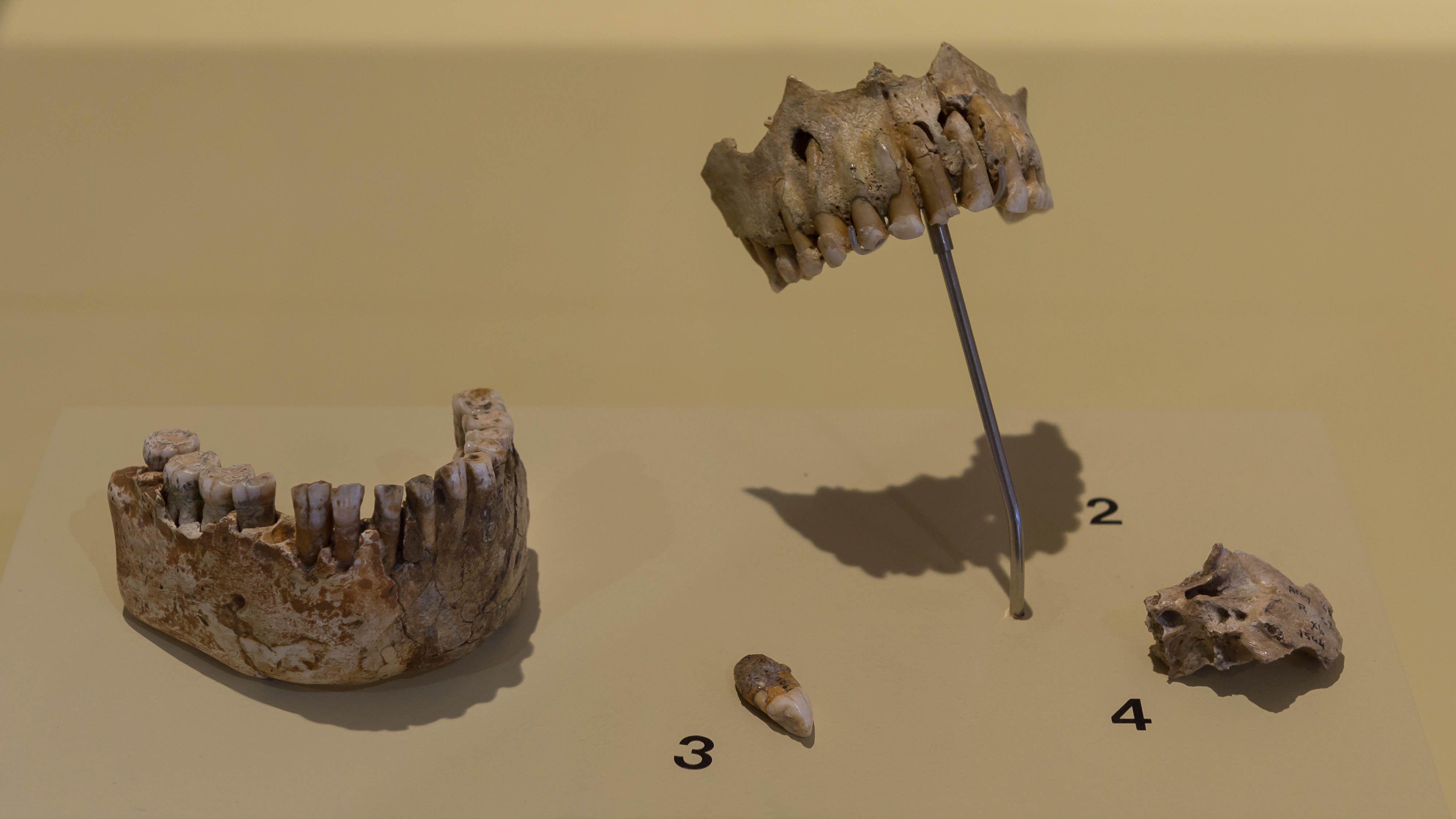
Vestiges d'Homo neanderthalensis :(1) Grotte de la Hyène, mandibule (mâchoire inférieure), individu II, couche 20 (Moustérien ancien[n 1]) ; 2- Grotte de la Hyène, maxillaire (supérieur), individu III, couche 20 (Moustérien ancien) ; 3- Grotte du Renne, canine inférieure gauche, couche 10 (Châtelperronien[n 1]) ; 4- Grotte du Renne, os temporal d'enfant, couche 10b (Châtelperronien)[61].
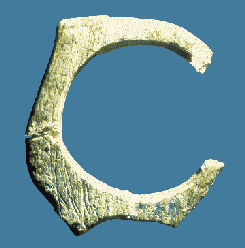
Pendeloque en os du Châtelperronien[n 1], grotte du Renne, couche X[LG1 4] ~ -38 000 à -32 000 ans (largeur 32 mm).

### Le Moustérien à Arcy
Les pierres taillées du Moustérien trouvées dans la grotte du Renne montrent un débitage typiquement discoïde, sans influence de la méthode Levallois.
Une grande partie du matériel moustérien ne porte pas de traces d'utilisation ; mais les pièces qui en ont démontrent une grande importance du travail du bois. Une encoche du Moustérien typique, provenant de la grotte du Renne, montre des signes d'utilisation à la fois pour le travail du bois et pour celui de peaux.

### Le Châtelperronien à Arcy
À plus d'un titre, Arcy est un site-clé pour le Châtelperronien (42 000 à 32 000 ans BP), aube du Paléolithique supérieur.
En 1894 l'abbé Parat découvre dans la grotte des Ours cette industrie inhabituelle pour l'époque. Henri Breuil, qui étudie l'étrange industrie de cette grotte au début du XXe siècle, la nomme Châtelperronien et la définit comme la première culture du Paléolithique supérieur.
En 1958 André Leroi-Gourhan, étudiant la grotte du Renne, énonce pour la première fois que l'industrie du Châtelperronien pourrait avoir été réalisée par les Néandertaliens. De plus, selon lui, « l'un des apports les plus nets de l'étude de cette grotte est la mise en lumière du paradoxe châtelperronien » : les silex indiquent le Moustérien final tandis que le reste du mobilier correspond au Paléolithique supérieur.
Les séries châtelperroniennes d'Arcy font exception. Pour la plupart des sites, les outils en os sont plutôt rares et peu variés. À Arcy, l'industrie osseuse est abondante, diversifiée et de facture soignée. Pelegrin et al. (2007) citent entre autres des « poinçons souvent entièrement façonnés, longues épingles en os, sagaies obtenues par rainurage, dont une probable en ivoire de mammouth, ﬁns bâtonnets d'ivoire et d'os, tubes en os d'oiseau sciés au silex », ainsi que des dents percées ou rainurées.
Trois niveaux de Châtelperronien exhumés ont fourni des fossiles de Néandertaliens (principalement des dents) côtoyant une série d'ornements et d'outils habituellement associés aux industrie de l'homme moderne tel l'Aurignacien. De ce fait, Arcy offre des preuves convaincantes de ce que les Néandertaliens étaient capables de comportements complexes. Outils en os et parures exceptionnels sont accompagnés d'habitats dont le plus remarquable se trouve dans la grotte du Renne ; le tout se démarque nettement des artefacts des cultures précédentes.
Le Châtelperronien est aussi l'époque au cours de laquelle l'intervention humaine commence à jouer un rôle dans la mort des ours des cavernes, qui ont utilisé les grottes d'Arcy depuis le Paléolithique moyen ; avant le Châtelperronien, ces ours y sont morts de causes naturelles.
Les derniers Néandertaliens (vers 20 000 ans avant J.-C.)[réf. nécessaire] y ont fabriqué des sagaies, comme en témoignent des crochets, seuls éléments de sagaie ayant perduré jusqu'à nos jours, trouvés dans la grotte du Renne.

#### Discussion sur les datations du Châtelperronien d'Arcy
Une série de datations (dir. T. Higham (en)) par spectrométrie de masse par accélérateur (en) a été réalisée en Angleterre en 2010 sur 31 objets provenant de la couche X (Châtelperronien) de la grotte du Renne. Cette étude a trouvé que 1/3 des dates attribuées aux objets du Châtelperronien de la grotte du Renne ne correspondaient pas à la fourchette chronologique de cette époque. 

Trois objets de la couche X dateraient seulement d'environ 21 000 ans (Proto-Aurignacien, après la disparition des Néandertaliens). Deux objets de la couche VIII (Châtelperronien final) appartiendraient plutôt à la couche suivante VII. Les 32 000 ans attribués par cette étude à une astragale de renne gravée d'entailles provenant de la couche IX, prouveraient que cet objet a été déplacé de son contexte. Quatre autres exemples vont dans le même sens. 

D'un autre côté, certains objets trouvés dans les couches du Châtelperronien seraient antérieurs à cette période. Une dent de cheval du niveau X a environ 48 000 ans et daterait donc du Moustérien ; elle a pu être remontée par les premiers Châtelperroniens lorsque ceux-ci ont creusé et aplani les sols de leur habitat. Une alène en os a ~38 000 ans, ce qui fait d'elle une des plus anciennes alènes en Europe et une preuve du travail de l'os par les Néandertaliens tardifs. Une autre alène a environ 37 000 ans et provient du niveau XII (Moustérien) ; mais ayant été trouvée dans un endroit où les Châtelperroniens ont creusé, certains scientifiques avaient proposé son appartenance au Châtelperronien. Higham conclut que l'intégrité archéologique du site de la grotte du Renne, notamment pour les couches du Châtelperronien, est sujette à caution. À sa suite, R. White saute le pas et remet directement en cause la capacité des Néandertaliens à créer des objets (ornements) à dimension symbolique, considérant que la grotte du Renne est le pratiquement l'unique site sur lequel cette hypothèse a été basée.
Cependant si 1/3 des objets datés par Higham n'ont pas été attribués à leur horizon archéologique originel, reste que 2/3 d'entre eux ont néanmoins été correctement attribués, comme le soulignent João Zilhão (es) et al. qui estiment que cette étude prouve exactement le contraire de ce qu'en concluent ses auteurs. Marylène Patou-Mathis rappelle que les couches archéologiques de la plupart des sites sont susceptibles d'avoir été partiellement dérangées, que la prudence est en effet de mise mais aussi bien dans un sens que dans un autre, que les Néandertaliens ont prouvé leur habileté et qu'il est imprudent de présupposer leur incapacité de produire des objets délicats.
Les conclusions de Higham ont également été invalidées par de nouvelles études du site. D'autres chercheurs ont depuis validé par d'autres datations l'attribution des objets concernés aux Châtelperroniens, avec des analyses datant les restes humains de la couche correspondante entre 44 500 et 41 000 ans,.

### L'Aurignacien à Arcy
La plupart des sites aurignaciens ont été fouillés de longue date, souvent sommairement pour les fouilles anciennes ; les deux exceptions notables quant à l'état de conservation des couches archéologiques sont Arcy et la grotte Chauvet, où les sols aurignaciens sont considérés comme « bien conservés ».
Une partie des peintures de la Grande grotte est typiquement aurignacienne ; la Grande grotte elle-même, comme beaucoup des autres sites ornés, contient peu de matériel archéologique de cette époque qui ne soit pas lié à l'art qu'ils contiennent.

### Le Gravettien à Arcy
Le Gravettien a été identifié dans trois grottes d'Arcy : la Grande grotte, la grotte du Trilobite (Parat) et la grotte du Renne (Leroi-Gourhan).
Les grottes du Renne (niveaux IV, V et VI) et du Trilobite (niveaux C3 et C4) ont livré une série d'industrie osseuse gravettienne (~33 000 à 24 000 ans avant J.-C.) rare dans le bassin parisien. 

Les outils dominent dans les artefacts de la grotte du Trilobite, tandis que la grotte du Renne présente plus d'armes ; la différence peut être due à des occupations différentes dans l'une et l'autre grotte, ou bien à un habitat à des périodes différentes.
Une des caractéristiques du Gravettien d'Arcy est la grande quantité d'objets à base d'ivoire et d'os de mammouth, deux matériaux généralement rares en France pour cette époque. Rares également, les objets de la même époque décorés de façon très élaborée ; de plus les décorations sont gravées avec la technique de champlevé, elle aussi une rareté pour l'époque.
Enfin, autre particularité curieuse du Gravettien d'Arcy, il inclut des pièces à propos desquelles Goutas dit que, eussent-elles été trouvées dans le sud de la France, elles « auraient sans nul doute été qualifiées de « pointes d'Isturitz » ou, pour certaines pièces, des « pointes d'Isturitz atypiques ». Ces pièces […] sont depuis longtemps considérées comme le fossile directeur du Gravettien moyen à burins de Noailles ».
La grotte du Trilobite a fourni le plus grand nombre d'articles décorés. On note le « bâton percé » trouvé dans cette grotte : une pièce unique réalisée sur base de bois de renne venant d'une femelle ou d'un jeune mâle, et dont la partie rectiligne (le fût) est gravée. On y a longtemps vu des figures géométriques en lignes droites et courbes sur toute la longueur, jusqu'en 2005 où lors d'un examen approfondi Danièle Molez y découvre la figure d'un cervidé. 

Un autre objet remarquable de la même grotte est un os de renne gravé d'un rameau feuillu, motif extrêmement rare puisque les gravures et autres expressions artistiques illustraient de préférence des animaux,
Les découvertes, notamment dans la grotte du Renne, ont permis de mettre en évidence la transition entre l'homme de Neandertal et les hommes modernes, et en particulier les développements indépendants et parallèles des néandertaliens et des hommes modernes.
Elles mettent également en évidence l'importance de la circulation des objets pendant cette période. Ainsi les couches IV et V de la grotte du Renne contenaient plusieurs coquillages fossiles (16 cités en 1955) provenant de divers endroits du bassin parisien éloignés d'environ 200 km en moyenne (région d'Étampes et autres endroits de la Seine-et-Marne, gisements fossilifères de Seine-et-Oise, de l'Oise, de l'Aisne et de la Marne). L'un des coquillages provenait de la Méditerranée.
La couche V de la grotte du Renne a aussi livré des silex du Turonien supérieur de Touraine, à 200 km à l'ouest d'Arcy. Le Périgordien supérieur de la grotte des Fées a également livré des coquillages d'origines éloignées variées. 

L'auteur de 1955 ne sait si ces coquillages ont été obtenus par troc ou lors de déplacements humains.
Du point de vue physique, les niveaux du Périgordien supérieur (ou Gravettien) sont marqués par de nouveaux effondrements dans les grottes, probablement pendant la période de climat tempéré de l'interstade de Kesselt,.

### Le Solutréen à Arcy
Le Solutréen (22 000 et 17 000 ans BP) est représenté dans la grotte du Trilobite avec de l'outillage osseux provenant de la couche 4 (Solutréen ancien). 

L'étude des grottes d'Arcy est de celles qui ont fait réviser l'hypothèse de l'abandon du Bassin parisien durant le Dernier Maximum Glaciaire (~20 000 ans avant J.-C.), en démontrant que les solutréens y chassaient les troupeaux d'herbivores qui en parcouraient les plaines,.

### Le Magdalénien à Arcy
L'abri du Lagopède, malgré le lessivage subi par érosion à la suite de l'effondrement du porche, reste un gisement magdalénien intéressant.
Voir aussi le bâton percé de la grotte du Trilobite.

### Le Hallstattien à Arcy
La Grande grotte, la grotte des Fées et la grotte du Lion ont livré des vestiges du Hallstatt. (1200 à 500 av. J.-C., période de l'âge du fer ou de la fin de l'âge du bronze).

### Le gallo-romain à Arcy
L'abbé Parat avait déjà noté la présence de tessons de poteries dans plusieurs salles de la Grande grotte. En 1992 des monnaies datées de l'an 280 environ sont découvertes dans la salle des Vagues de la Grande grotte, reposant sur le plancher stalagmitique le plus récent. En 1993 un deuxième plancher stalagmitique sous-jacent au premier est découvert à quelques mètres de l'endroit des premières trouvailles gallo-romaines, et ce deuxième plancher contient des objets de la même époque (épingles en os, monnaies, ~an 280). Ces deux récentes découvertes posent la question de la relativité des vitesses de sédimentation du calcaire (pour cette question et celle des planchers stalagmitiques, voir plus bas la section « Les spéléothèmes »).

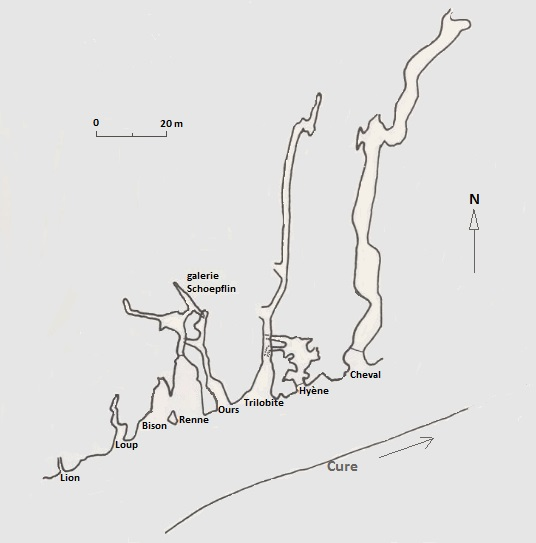
Huit grottes groupées sur environ 70 m, d'amont en aval (O-E) : Lion, Loup, Bison, Renne, Ours, Trilobite, Hyène, Cheval.

## Les grottes et abris
Les grottes, cavités et abris sous roche se comptent au total par dizaines sur une longueur de 1 km. Dominique Baffier compte onze grottes préhistoriques.

### Liste des grottes et abris
Suit une liste des principaux abris et grottes cités d'amont en aval, dont en italiques ceux qui contiennent des vestiges archéologiques,.
Au sud du massif corallien
- Grotte-perte des Goulettes[87]
- Grand Abri
- Petit Abri
- le Couloir[FD 7]
- Grotte des Fées[87]
- Grotte des Deux Cours ou Pêche-Roche[FD 7]
- Grotte du Lion[FD 7]
- Grotte du Loup[FD 7],[FD 8]
- Grotte du Bison[FD 7]
- Grotte du Renne[FD 7],[FD 8]
- grotte des Ours[FD 7]
- Grotte du Trilobite
- Grotte de la Hyène
- Grotte du Cheval
- Abri du Lagopède[FD 7]
- Grande Grotte[87], dont[88],[89] :
  - salle du Grand Désert
  - lac des Fées
  - salle de la Vierge
  - Galerie ouest :
    - salle de Bal
    - passage du Défilé[88] dit aussi le Vallot[89]
    - salle des Éboulements
    - salle du Chaos
    - salle des Noyaux de Cerise[88]
    - salle des Vagues
    - trou du Renard
    - salle de la Cascade

  - Galerie Est :
    - lavoir des Fées
    - salle de l'Amphithéâtre
    - salle Parat

Au nord du massif corallien
- Grotte-résurgence de Barbe Bleue, dont[90] :
  - rue d'eau
  - galerie des Dalles
  - salle du Casque
  - salle du Chaos
  - salle du Lac
- Grotte des Nomades[AP 3]
- Grotte de la Roche aux Chats[AP 4],[n 16]
- Grotte de l'Égouttoir
- Grotte-résurgence du Moulinot
- Grotte de la Tranquillité[n 17]

Autres grottes du site, emplacement inconnu
- Grotte du Balcon (développement[n 18] 13 m)
- La Chambre Haute (développement 0 m)
- Perte de la Cure (développement 31 m)
- La Grande Niche (développement 10 m)
- Grotte de la Lucarne (développement 21 m)
- Les Niches d'en Haut (développement 0 m)
- Grotte Noire (développement 5 m)
- La Petite Niche (développement 5 m)
- Grottes du Rapace (développement 5 m)
- Grotte des Refuges (développement 5 m)

### Grande Grotte
Son développement est de 1 252 m. Elle est ornée de peintures pariétales datant de l'Aurignaco-Gravettien, vieilles de 28 000 ans.
De nos jours c'est la seule grotte ouverte au public (hors les "visites archéologiques" faites sur réservation, qui peuvent présenter d'autres grottes).

#### Les peintures de la Grande grotte
(Pour plus de détails, voir ici plus bas la section « Les peintures » ; et l'article « Grande grotte (Arcy-sur-Cure) »).
En 2016, 282 peintures y sont visibles sur les parois de salles éloignées de 300 à 500 mètres de l'entrée ; de nombreuses autres œuvres y sont encore cachées sous des couches de calcite et ont été repérées sur une longueur d'environ 180 m. Les analyses micromorphologiques du sol en 1991 et 1993 indiquent que ces salles, au sol très humide voire boueux, étaient fréquentées mais non habitées.

### Abri du Lagopède
Il a été découvert en 1963. Constitué d'une simple baume, c'est le site le plus récent rencontré dans le paléolithique d'Arcy et celui qui s'est avéré le moins riche car la partie antérieure a été emportée par l'érosion.
Les Magdaléniens l'ont utilisé entre environ 10 600 et 9 600 avant J.-C., et y ont établi des foyers sur environ 400 ans entre environ 10 100 et 9 700 avant J.-C.. Les vestiges d'habitation sont associés à des vestiges d'animaux, avec une dominance pour ceux de renne et de cheval.
Son analyse paléopalynologique a fourni aux Leroi-Gourhan la possibilité de comparer pour la première fois les interstades de Paudorf, de Lascaux et de Bölling,.

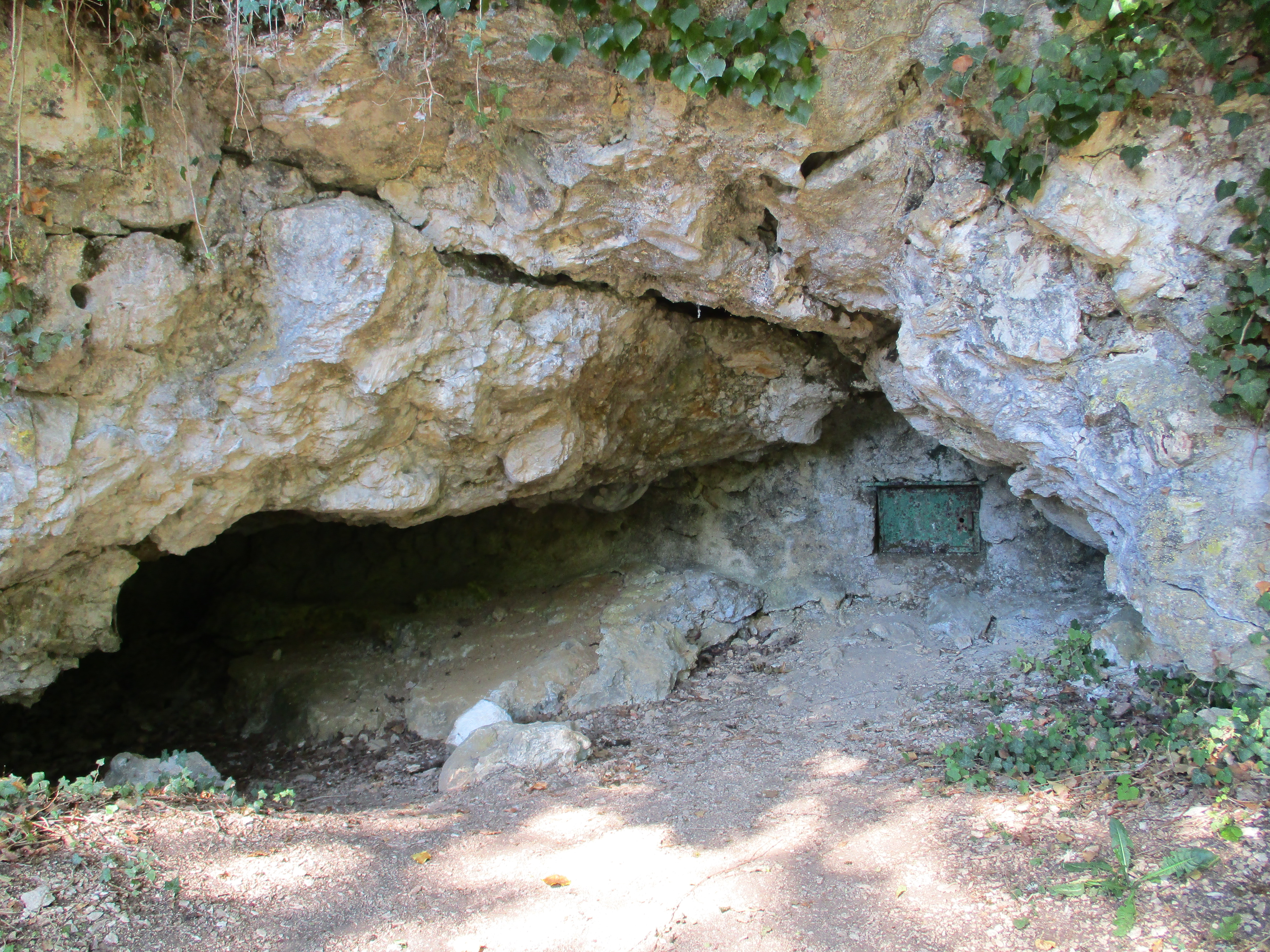
Entrée murée de la grotte du Cheval.

### Grotte du Cheval
Son développement est de 90 m, pratiquement sans dénivelé. Elle contient des gravures du Gravettien, trouvées en 1946 et datées entre 28 250 +/-430 BP et 24 660 +/-330 BP (26 300 avant J.-C. et 22 700 avant J.-C.).

### Grotte de la Hyène
Découverte en 1889 par l'abbé Parat, son développement est de 90 m, pratiquement sans dénivelé.
Elle a livré les plus anciens artefacts connus à Arcy, qualifiés par Leroi-Gourhan de pré-néandertaliens,. Hormis la forme du menton, leurs caractéristiques les rapprochent des fossiles interglaciaires trouvés autour de la Méditerranée (dont Gibraltar (en), Rabat au Maroc, Saccopastore en Italie).
L'état et la distribution de certains vestiges humains suggère une pratique d'anthropophagie.

### Grotte du Trilobite
Elle se trouve à environ 250 m en amont de la Grande grotte. Son développement est de 126 m, pratiquement sans dénivelé.
Avec 6 niveaux archéologiques allant du Moustérien au Néolithique, le remplissage de son porche forme une stratigraphie parmi les plus riches du site d'Arcy.

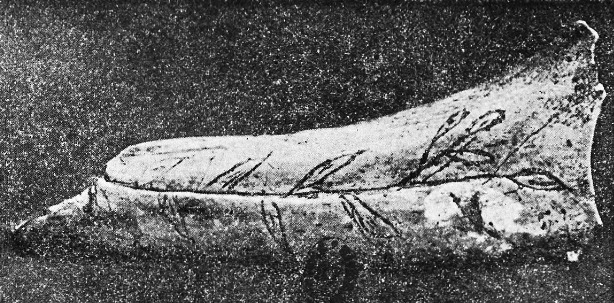
Os de renne gravé d'un rameau feuillu,
grotte du Trilobite.

Elle a été découverte en 1886 par Ficatier, qui lui a donné le nom du trilobite qu'il y a trouvé. Il y a également trouvé, dans la couche V magdalénienne, le bâton percé gravé d'une figure de cervidé - gravure découverte seulement en 2005. D'autres trouvailles remarquables sont celles d'un os de renne gravé d'un rameau feuillu, motif extrêmement rare puisque les gravures et autres expressions artistiques représentaient de préférence des animaux ; et un rhinocéros gravé sur une plaque d'ardoise.
La provenance éloignée de certains de ses objets (pierres, coquillages fossiles) prouve l'importance de la vallée de l'Yonne comme axe de circulation à la fin du Paléolithique.

### Grotte des Ours

#### Description
Elle se trouve à environ 250 m en amont de la Grande grotte. Son entrée est en dessous de 130 m d'altitude et donc à moins de 10 m au-dessus du niveau actuel de la Cure. Son développement est de 31 m, pratiquement sans dénivelé. Un simple pan de muraille la sépare de la grotte du Trilobite côté est (à droite en entrant).
Son substrat rocheux est fait de marnes qui, plus dures que le calcaire, engendrent des profils plus tourmentés. Les porches qui se trouvent dans cette roche sont restés à peu près intacts (un autre exemple du même type à Arcy est celui de la grotte des Fées).

#### Découverte du Châtelperronien
L'abbé Parat y découvre 1894 cette industrie inhabituelle pour l'époque, intermédiaire entre le Moustérien et le Magdalénien. Henri Breuil, qui étudie cette étrange industrie de la grotte de l'Ours au début du XXe siècle, la nomme Châtelperronien et la définit comme la première culture du Paléolithique supérieur.

### Grotte du Renne
Onze cultures s'y sont succédé sur 15 niveaux archéologiques :
Moustérien typique ancien,
Moustérien de transition, Moustérien à denticulés,
Chatelperronien, Aurignacien, Gravettien et Protosolutréen.
La grotte du Renne est à ce jour[Quand ?] le site le plus important connu dans le nord de la France pour le Chatelperronien : ses vestiges ont permis d'affirmer pour la première fois que les néandertaliens étaient les auteurs d'objets ornementaux, porteurs de symbolisme. Elle est le site le plus emblématique et le plus documenté de ce faciès culturel.
De même elle reste le seul gisement aurignacien bien préservé connu dans le Bassin parisien. 

Enfin elle est aussi l'unique site de référence pour le Gravettien dans le bassin parisien.
La galerie Schoepflin, au fond de la grotte, contenait nombre de vestiges moustériens ; elle est parfois surnommée « la galerie moustérienne ».
En juin 2008 y a été trouvé un maxillaire supérieur droit parfaitement conservé d'un homme de Neandertal de 35 à 40 ans, dont le cadavre a probablement été consumé par des hyènes. Deux autres dents isolées (une molaire et une incisive) ont également été retrouvées à proximité ; elles appartiennent à deux autres individus, un jeune adulte et un enfant.
Son développement est de 104 m, pratiquement sans dénivelé.

### Grotte du Bison
Sa première occupation humaine remonte au Moustérien typique ancien, antérieur à 200 000 BP.
Son développement est de 20 m, pratiquement sans dénivelé.

### Grotte du Loup
Située à environ 280 m en amont de la Grande grotte et immédiatement en amont de la grotte du Bison, cette très petite cavité s'ouvre plein sud à moins de 10 m au-dessus du niveau actuel de la Cure. Son développement est de 14 m, pratiquement sans dénivelé.
Son intérêt principal réside dans ce qu'elle présente le passage entre les Paléolithiques moyen et supérieur. Elle a livré entre autres les premiers restes humains trouvés quelque 100 ans après la découverte par de Vibraye en 1859 de la mandibule de la grotte des Fées.
La couche 3 de la grotte voisine de la grotte du Loup — ce qui peut aussi bien se référer à la grotte du Lion qu'à la grotte du Bison —, pourtant archéologiquement "stérile", a cependant livré du temps de Leroi-Gourhan quelques vestiges humains (une molaire, deux incisives, un fragment de voûte crânienne), tous situés dans un espace de 1 m sur 50 cm. ces restes étaient associés à une esquille de silex et des fragments d'os provenant de la couche immédiatement au-dessus. Cette association, jointe à l'environnement stérile, a amené Leroi-Gourhan à former l'hypothèse d'une tombe.

### Grotte du Lion
Cette petite cavité se trouve à environ 300 m en amont de la Grande grotte, avec son entrée presque au même niveau que celui actuel de la Cure. Son développement est de seulement 5 m, sans dénivelé.
L'inondation de la fin du sub-boréal vers -2000 à -1000 avant J.-C. a emporté tout vestige antérieur. Ont été trouvés, dans l'ordre chronologique des dépôts : des poteries du Hallstatt ; des poteries et os de chevaux de l'âge du fer ; des débris gallo-romains dont le plus récent était une pièce de Constance II (324-330 de notre ère) ; des tessons, ossements et charbons en mauvais état ; et enfin une poterie datée du XIIIe siècle.
Son analyse paléopalynologique complète la série d'Arcy, couvrant la période depuis environ 1000/800 avant J.-C., jusqu'au XVIe siècle.

### Grotte des Deux Cours
Elle se trouve à environ 350 m en amont de la Grande grotte. Son entrée est légèrement au-dessus de 140 m d'altitude et donc à environ 20 m au-dessus du niveau actuel de la Cure.

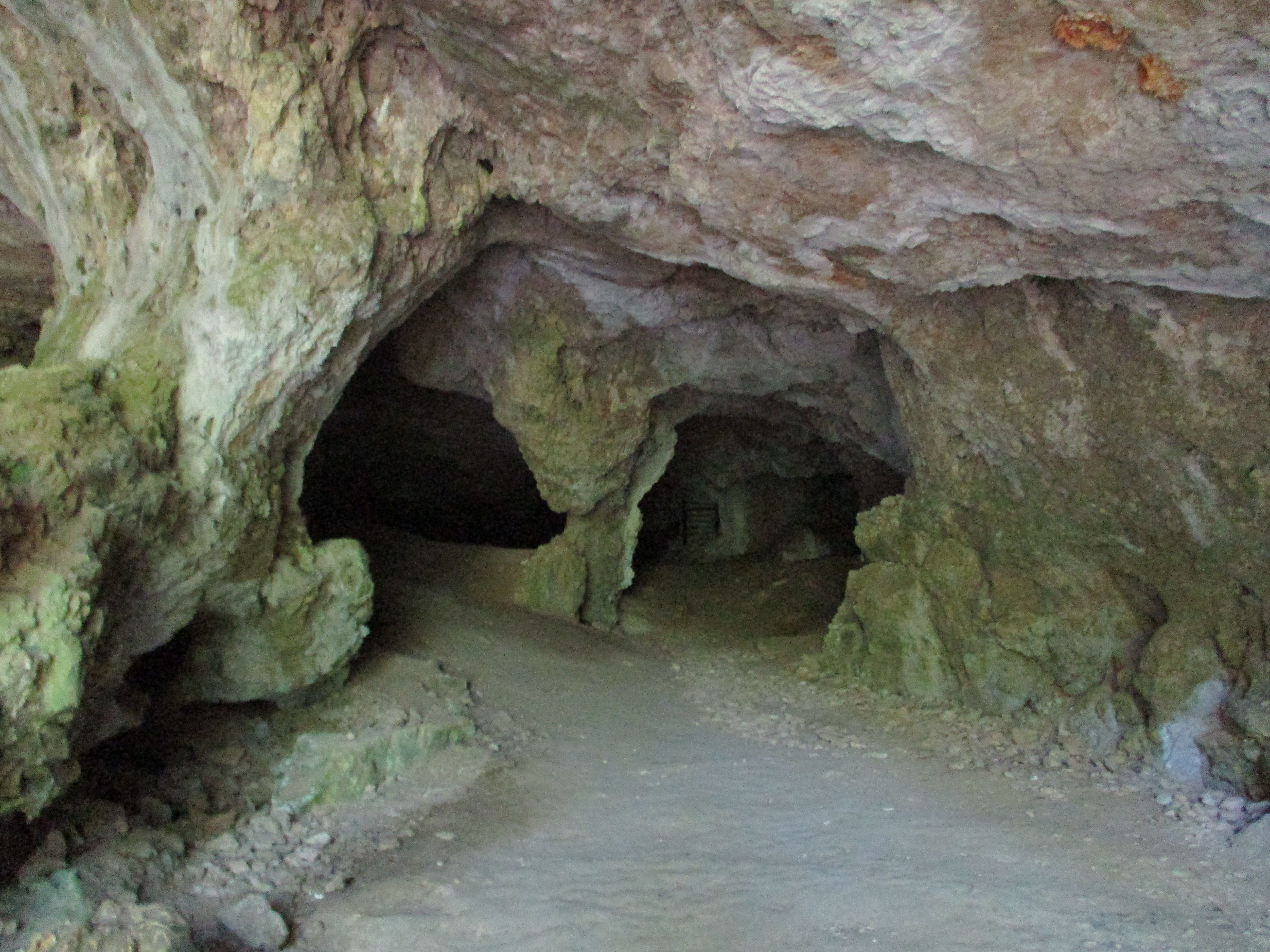
Dans la première salle de la grotte des Fées.

### Grotte des Fées
Appelée localement la Roche creuse au moins au début du XXe siècle, elle se trouve à environ 380 m en amont de la Grande grotte. C'est la grotte la plus longue de l'Yonne.
Une mandibule y a été trouvée en 1859, attribuée à un Néandertalien,, qui a fait la célébrité d'Arcy. 

Il est difficile de la dater plus précisément. Cependant, venant deux ans après la découverte de la calotte crânienne de l'homme de Néandertal elle confirme la cohabitation de l'homme antique et d'espèces animales disparues, ce qui est une nouveauté pour le XIXe siècle.
La couche 30 a livré ici une dent de cervidé de très grande taille.
Le fond de cette grotte sert de sanctuaire pour quelque 300 chauves-souris de 11 races différentes.
Entre la rivière et la grotte des Fées, l'abbé Parat a trouvé un mur gallo-romain qui fermait le seuil de la grotte ; sous ce mur, un chemin surélevé au-dessus du niveau de la rivière et au même niveau que les champs sur l'autre rive ; et les signes d'un remblai du bas de l'escarpement à un endroit où les éboulements avaient bloqué le passage le long de la rivière. Les blocs servant à ce remblai proviennent de la carrière antique de la Roche Taillée située plus haut dans le même escarpement que les grottes d'Arcy, à peu près à l'aplomb de la grotte des Fées. Parat pense que les pierres taillées dans la carrière étaient glissées le long de la pente jusqu'à ce chemin, plutôt que de les sortir en les montant jusqu'en haut de la falaise.

### Grotte-perte des Goulettes
Elle se trouve à environ 730 m en amont de la Grande grotte. Son entrée est à environ 160 m d'altitude et donc à environ 20 m au-dessus du niveau actuel de la Cure.
Elle se développe sur plus de 600 m de longueur connue, dont 234 m ont été topographiés ; son dénivelé est de −9 m. Son système hydrologique rejoint la grotte de Barbe Bleue au nord du massif corallien.

### Le Couloir
Elle se trouve à environ 500 m en amont de la Grande grotte et aux 2/3 de la distance entre la perte des Goulettes et la grotte des Fées. Son entrée serait à une altitude entre 140 et 150 m et donc à plus de 20 m au-dessus du niveau actuel de la Cure. Son développement est de 10 m, sans dénivelé.

### Petit Abri
C'est la première cavité à l'ouest (vers l'amont) de la grotte des Fées. Son développement est de 11 m, sans dénivelé.

### Grand Abri
Il est juste en amont du Petit Abri. Au tournant du XXe siècle les touristes pouvaient s'asseoir autour d'une table rustique installée là à la belle saison. Il s'agit d'un auvent situé au pied de la falaise, côté sud du massif corallien. Son développement est de 8 m, sans dénivelé. Il a lui aussi été totalement lessivé lors des inondations du sub-boréal et ne contient aucun vestige paléolithique,.

### Grotte de l'Égouttoir
Dans son « Guide des grottes », l'abbé Parat la nomme « Grotte des Sapins » ; mais reconnaît dans son ouvrage de 1903 "Les Grottes d'Arcy" que le nom de "l'Égouttoir" lui convient mieux car cette cavité est marquée par une extrême humidité. Elle se trouve au nord du massif corallien, à 85 m en amont de la résurgence des Moulinots et son entrée est à 6,50 m au-dessus de la vallée. Elle est proche de la grotte des Nomades.
Vers 1850 on y entrait encore assez facilement, mais au tournant du XXe siècle, époque où l'abbé Parat la visite, elle s'est entre-temps comblée et est impénétrable au-delà de 6 m de profondeur, date à laquelle son entrée fait 10 m de large sur 2 m de hauteur. Elle est surmontée d'un rocher de 4 m de haut. Voûte et plancher d'éboulis présentent une forte inclinaison vers l'ouest ; des incrustations les recouvrent par endroits, et de l'eau très carbonée (50 g de carbonate de chaux — CaCO3 — par litre) s'y infiltre toute l'année.

### Grotte-résurgence du Moulinot
Cette résurgence se trouve en aval du site principal des grottes, sur le côté nord du massif corallien, à 900 m en amont d'Arcy-sur-Cure et à quelque 200 m de la rivière, en rive gauche,.
La grotte du Moulinot a un développement de 3 m. La source du Moulinot a un développement de 345 m, avec −10 m de dénivelé.
Elle est peut-être reliée à la grotte du Cheval par une galerie d'accès difficile.

### Grotte-résurgence de Barbe Bleue
Cette résurgence a porté d'autres noms : trou de la Barbe-Bleue, grotte ou fontaine du Chastenay, grotte de l'Entonnoir,.
Elle se trouve au nord du massif corallien, en aval du site principal des grottes, près du château de Chastenay,. Son entrée, à 121 m d'altitude, est pratiquement au même niveau que la Cure et est immédiatement suivie d'une galerie noyée. Son développement est de 445 m.
En 1902 une coloration de la perte des Goulettes ressort à la grotte de Barbe Bleue ; mais les premières explorations de Barbe Bleue datent probablement de 1912 et s'arrêtent à la salle du Casque.
Une liaison acoustique a été établie entre l'intérieur de la grotte de Barbe Bleue et la "grotte supérieure", cette dernière étant une petite grotte s'ouvrant à quelques mètres de l'entrée de la grotte de Barbe Bleue.
Voir la section « Système hydrogéologique Goulettes - Barbe Bleue » ci-dessous pour plus de détails sur la grotte.

### Grotte des Nomades
Elle a été découverte lors de la construction de l'ancienne route nationale 6 (actuelle D606) vers 1850. Elle est au nord du massif corallien, au pied de la côte Coffin, à quelque 130 m en amont de la résurgence des Moulinots. Son nom vient de ce que les nomades s'y abritaient encore au tournant du XXe siècle,.
Elle est creusée dans la couche d'Argovien, deuxième faciès géologique de l'Oxfordien. Son entrée, à 4 m au-dessus de la vallée, mesure1 m de large sur 60 cm de haut. L'entrée débouche sur une salle de 30 m de long, mesurant en son centre 9 m de large et 3 m de haut. De chaque côté se trouvent des couloirs impraticables ; l'espace intermédiaire est comblé par des éboulis qui cachent le prolongement. Ses parois sont en calcaire terreux, son plafond est horizontal et il n'y a pas de trace d'affaissement. Elle est presque constamment humide, surtout le long des murs. L'abbé Parat (début XXe siècle) note qu'aucun vestige animal ou humain n'y a été trouvé.
À côté se trouve la grotte de l'Égouttoir (cf. supra).

## Hydrographie

### Dangers
La Cure est une rivière au débit capricieux. Non seulement elle inonde régulièrement une partie des galeries et grottes, mais les montées d'eau peuvent être extrêmement rapides. L'exploration des chenaux hydrographiques des grottes n'est donc pas sans danger, même pour les spéléologues avertis ; ainsi le 4 août 1954 Marc Méraville et Christian Boblin meurent noyés dans un semi-siphon de 30 m de long qui relie la salle du Casque et la salle du Chaos dans la grotte de Barbe Bleue, alors que ce siphon est soudainement envahi par une crue éclair de la Cure. 

L'année suivante en 1955, la jonction entre ces deux salles est réalisée en débouchant un autre passage plus commode. 

Le danger n'est pas moindre de nos jours : les nombreuses parties basses des grottes sont toujours à la merci d'une crue soudaine de la Cure, qui peut remplir entièrement et très rapidement certaines galeries et autres passages.

### Topographie: trois étages, deux systèmes
L'ensemble des grottes constitue un réseau à trois étages. Lors d'une partie du Quaternaire, les deux étages supérieurs ont fonctionné comme pertes. Des alluvions ont commencé à les boucher, un bouchon complété vers la fin du processus avec les dégradations des fissures. L'étage inférieur, de nos jours en partie utilisé par l'eau, a été réamorcé à la fin du Würm ; en certains endroits il a contribué au débouchage partiel des réseaux supérieurs.
Toutes ces cavités constituent deux systèmes hydrogéologiques distincts qui traversent tous deux le massif corallien du sud au nord, avec trois chenaux principaux : 

L'un, la rivière des Goulettes, part de la grotte-perte des Goulettes au sud du massif et rejoint la grotte de Barbe Bleue au nord du massif près du village d'Arcy ; un autre, la rivière des Deux-Cours, commence à la grotte des Fées et rejoint aussi la grotte de Barbe Bleue. Ces deux chenaux forment le système hydrologique de barbe Bleue. 

Un troisième chenal, la rivière de Pêcheroche, commence lui aussi à la grotte des Fées et rejoint la grotte-résurgence du Moulinot ; il forme le système hydrologique de Moulinot,.

### Système hydrogéologique Goulettes - Barbe Bleue
Il est dans la partie amont de la boucle de la rivière. Au sud du massif corallien il inclut la perte des Goulettes, la grotte des Fées, le cours aval des Deux-Cours, la grotte du Couloir, le Grand Abri, le Petit Abri, et une cavité en cours d'exploration (en 2005) s'ouvrant dans le grès au pied de la falaise. Les voies de sortie du système se trouvent au nord du massif corallien, dont la résurgence active de Barbe-Bleue et la résurgence fossile de la Tranquillité,.
Le 4 avril 1902 Max Le Couppey de la Forest expérimente avec une coloration de la perte des Goulettes. La coloration ressort par la résurgence de Barbe-Bleue, mais à cette époque sa salle du Lac n'est pas accessible et la présence du colorant est probablement constatée seulement dans les parties basses de cette dernière grotte.
Le 1er mai 1964, le G.S.P.P. procède à la coloration qui met en évidence la liaison rivière des Fées-grotte de Barbe-Bleue. Et début avril 2017, le CNEK (Centre Normand d'Étude du Karst) opère un traçage entre la perte des Goulettes et la résurgence de Barbe Bleue.
Le 2 septembre 1967, le Groupe Spéléologique Yonne-Vercors entame la désobstruction pour joindre l'étage intermédiaire et la salle du Casque, une opération qui se poursuit jusqu'en juillet 1968.
Les spéléologues y distinguent quatre zones : la zone de mise en charge, la salle du Casque, les étages supérieurs et le réseau amont. Elles sont décrites de façon très précise dans la fiche du Spéléo-club de Chablis. Les principaux éléments en sont le cheval d'arçon à partir duquel s'ouvrent deux branches. L'une de ces branches correspond au « réseau actif » de l'hydrologie de cette grotte avec un bras mort de la rivière, des bras d'eau courante dont celui de la galerie dite la rue d'eau, et celui de la galerie des Dalles ; et avec la salle du Casque, la salle du Chaos et la salle du Lac. Elle inclut plusieurs siphons, deux cheminées hautes de 5 m débouchant sur des salles en forme d'entonnoir et plusieurs laminoirs dont deux de taille notable. Certaines de ses galeries sont rétrécies par des concrétions formant étroitures. La galerie de 30 m reliant la salle du Chaos et la salle du Lac, est marquée par des gours et des concrétions.
La salle du Casque contient un plan d'eau profond parsemé d'éboulis ; elle est reliée vers l'amont à la salle du Chaos, qui contient la rivière, par un semi-siphon de 30 m de long dans lequel il semble que passe le cours entier de la rivière. Jusque vers 1955 ce semi-siphon se franchissait relativement facilement pendant les périodes sèches de l'année, mais au fil des ans il tend à se transformer en siphon véritable perpétuellement noyé. Ceci est dû à ce que le système hydrologique des Goulettes revient progressivement à sa fonction antérieure, quand il servait de perte directe pour la Cure et que sa capacité d'absorption était plus grande.
Comme son nom l'indique, la salle du Lac contient une étendue d'eau relativement importante, profonde de 1,50 m et comportant un siphon amont par lequel l'eau arrive. Cette résurgence est haute de 0,50 m et large de 1,50 m. Dans le coin sud-ouest de la salle, au bout du talus d'argile aminci, un boyau s'ouvre mais se réduit à peu de distance pour devenir un goulet entre le toit et un entassement de gros blocs. Il laisse passer un courant d'air mais déboucher le boyau est difficile et dangereux.

### Système hydrologique les Fées - Moulinot
Il est dans la partie amont de la boucle de la rivière. Il inclut la rivière de Pêche-Roche (réseau oriental semi-actif de ce système), et un nombre important de pertes fossiles sur le côté sud du massif corallien : grottes du Lion, du Loup, du Bison, du Renne, des Ours, du Trilobite, de l'Hyène, du Cheval et la Grande grotte. Côté nord du massif, le Moulinot en est la résurgence active ; et l'Égouttoir et les Nomades en sont des résurgences fossiles.
En novembre 2000 Arnold Haid et Philippe Radet, assistés par Gilles Souchet, J.-Claude Liger et Christophe Petitjean, effectuent la première traversée souterraine complète du massif corallien, entre la grotte des Fées au sud et le Moulinot au nord. Ils trouvent à un tiers du parcours (depuis le Moulinot), une galerie qui pourrait rejoindre la grotte du Cheval.

## Spéléothèmes

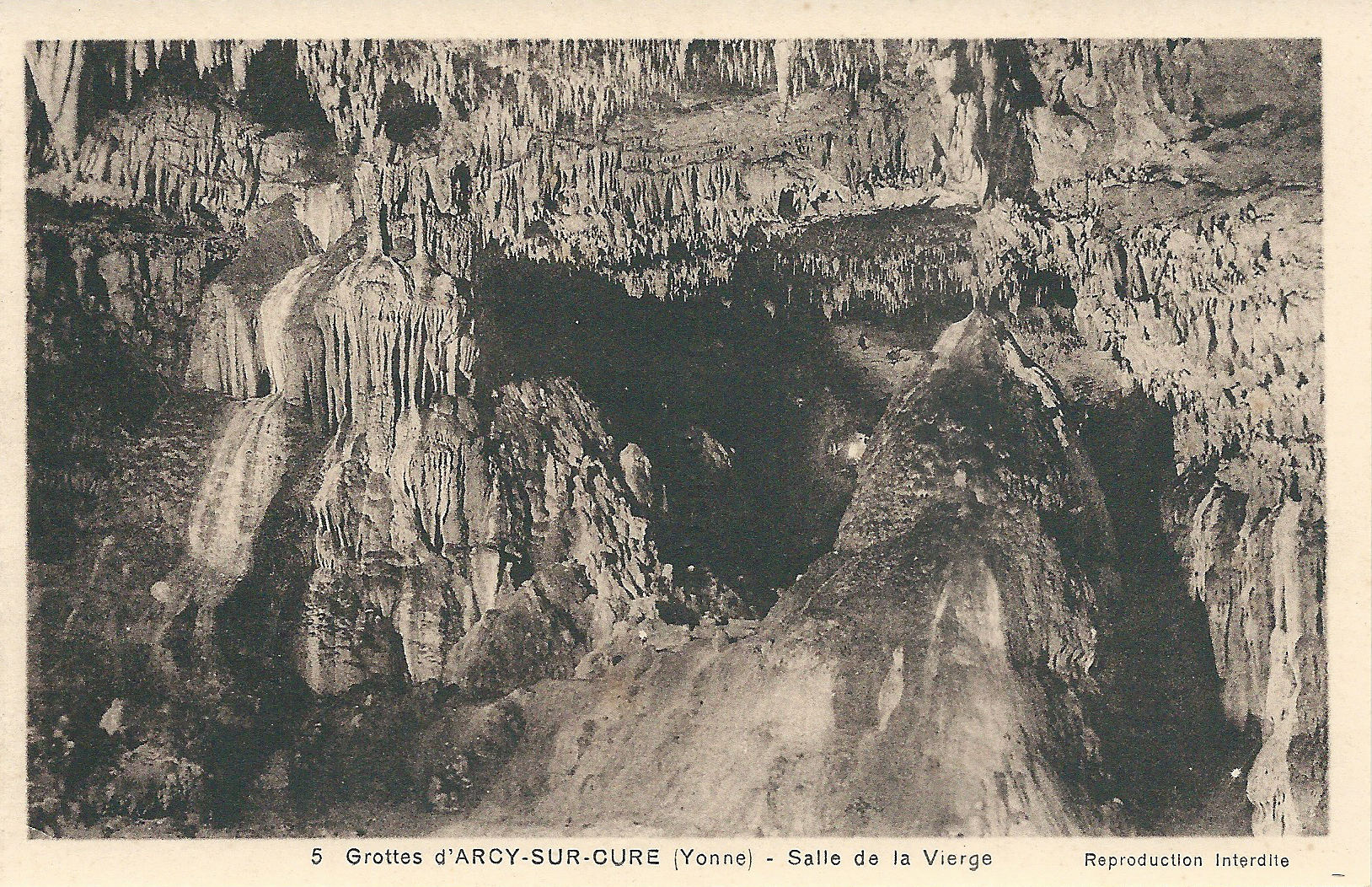
Salle de la Vierge.

Les grottes creusées par la Cure ont été régulièrement envahies par l'eau. On y trouve des stalagmites, des stalactites, des colonnes, des draperies… Dans la Grande grotte, à l'origine ouverte aux deux extrémités, un éboulement a fermé l'une d'entre elles lorsque le débit du cours d'eau souterrain a fortement diminué. Elle se termine par des vasques formées de dépôts calcaires laissés par l'eau au niveau du sol. La "salle des Vagues" porte sur son sol des ondulations en relief rappelant nettement les effets de vagues que laisse sur le sable le va-et-vient de l'eau.
Le décapage subi en 1976 et qui a mis à nu les parois de calcaire, a supprimé les cristallisations de calcite sur les spéléothèmes qui en ont malheureusement perdu le brillant de leur patine et ne scintillent plus.

### Croissance des spéléothèmes
Il est souvent dit que les spéléothèmes croissent à la vitesse de 1 cm par siècle ; dans la plupart des cas, cela se révèle faux. Liger (1995) cite plusieurs exemples, dont une petite stalactite sur une gravure de mammouth dans la grotte du Cheval mesurant environ 3 cm en 1946, cassée en 1950, et ayant en 1992 pratiquement regagné sa taille de 1946, soit environ 7,1 cm par siècle. La comparaison sur photos dans la grotte du Cheval montre la croissance notable de fistuleuses situées près des gravures et sur celles-ci. Pourtant les gravures ont été trouvées précisément parce qu'elles sont restées visibles depuis leur création ; autrement dit, aucun dépôt calcaire n'est venu les recouvrir pendant des milliers d'années - ni aucune perturbation mécanique puisqu'elles sont intactes malgré la grande fragilité du matériau de support.
Par ailleurs, le rythme de croissance varie largement au sein de la même grotte, parfois sur peu de distance. Ainsi sur le même panneau mural, des gravures intactes depuis plus de 25 000 ans, réalisées sur support concrétionné, côtoient d'autres gravures du même âge sur lesquelles des concrétions sont apparues en quelques dizaines d'années. Un autre exemple frappant de ces différences spatiales est l'apparition, sous une stalactite et une fistuleuse, d'une coulée stalagmitique sur des déblais argileux de fouilles datant de 1950 - alors qu'aucun autre dépôt similaire n'est apparu alentour. Pourtant les conditions semblent les mêmes : tant au-dessus du dépôt stalagmitique qu'alentour, des formations de stalactites et fistuleuses sont suspendues au plafond et la plupart voire toutes sont actives : des gouttes d'eau en tombent régulièrement ; mais ici, une seule stalactite et une seule fistuleuse produisent ce dépôt. De même, la formation du voile de calcite qui a protégé les peintures dans la Grande grotte est entièrement aléatoire.

### Planchers stalagmitiques
Par extension du paragraphe précédent, un autre phénomène remarquable à plusieurs titres est la formation de "planchers stalagmitiques". Un plancher stalagmitique, en surface, est apparent dès l'abord. En avril 1994 a été découvert dans la grotte du Cheval un deuxième plancher sous-jacent, séparé du premier par de l'argile, localisé seulement au pied de l'une des gravures de mammouth. Chaque plancher a intégré des fragments de concrétions cassées correspondant à son époque spécifique de formation. Se pose alors la question de savoir si ces formations calciques et les chutes de concrétions qu'elles contiennent, sont ou non liées à l'activité humaine dans le lieu. 

Qui plus est, le même phénomène de double plancher se retrouve dans la salle des Vagues de la Grande grotte. Mais là, des objets de la même époque (gallo-romaine) ont été trouvés pour partie sur le plancher le plus récent, et pour partie dans le plancher sous-jacent. Ceci implique que sans fouilles on ne peut pas savoir sur quel plancher on est en train de marcher : ce peut aussi bien être, à un endroit donné, le plancher récent ; et à une très courte distance de là, celui sur lequel les néandertaliens marchaient eux aussi.

### Variations des conditions extérieures
Les conditions extérieures influent beaucoup sur la croissance des formations calcaires. Entre autres le couvert végétal du massif corallien qui abrite les grottes : longtemps terre de vigne jusqu'à l'entre-deux-guerres, puis friche jusque dans les années 1960 ; et depuis, terre de monoculture - avec tous les aléas qu'entraîne cette exploitation, dont les nitrates qu'on retrouve jusque dans les lacs des grottes. Tout ceci amène des variations importantes, à la fois dans le mode de percolation des eaux de ruissellement et dans la composition chimique de cette même eau. 

En l'absence de recul et par manque de connaissances précises quant à l'influence que cet excès de nitrates puisse avoir sur les concrétions et sur l'art pariétal des grottes, reste que la présence humaine est en elle-même un élément perturbant.

### Une protection des peintures par calcification contrôlée?
On a vu dans la grotte du Cheval des dépôts calciques se former en moins de 50 ans sur les parois gravées restées intactes pendant des millénaires. Le même phénomène est constaté dans la Grande grotte.
Depuis 2004, les types variés de calcite de la Grande grotte sont étudiés (microscopie, spectroscopie, rayonnement synchrotron, microbiologie, analyses ADN, synthèse de calcite en laboratoire pour des essais de croissance contrôlée) pour déterminer les facteurs de leur formation.
Certaines couches de calcite sont opaques, d'autres translucides. Plusieurs années d'étude ont permis de déterminer l'un des facteurs les plus importants dans la formation de ces couches : le pCO2. Visant à protéger les œuvres pariétales, il a d'abord été question d'empêcher la formation de ces couches de calcaire. Mais ceci s'avère peu réalisable. Aussi les efforts se sont-ils tournés vers le contrôle de la formation de ces couches, afin de faire en sorte que le calcite produit soit translucide et non opaque. Il s'agit donc de stabiliser l'humidité relative et la pression de CO2 dans la grotte,,.

### Biocalcification: le lavoir des Fées
Le lavoir des Fées (ou peut-être le lac des Fées, autre étendue d'eau dans la Grande grotte) présente un étrange phénomène de dépôt calcaire qui couvre la surface de l'eau.
Le géomicrobiologiste Jean-Pierre Adolphe a mené dès 1993 une équipe du G.E.R.M.E. (groupe d'Études et de Recherches des Milieux Extrêmes) dans les grottes d'Arcy. Il y a découvert un phénomène de biocalcification. Pour croître, les spéléothèmes ont besoin de bactéries utilisant les ions calcium. Ceci expliquerait le taux de croissance variable des spéléothèmes, ainsi que leurs formes aléatoires : les colonies de bactéries sont plus ou moins actives et leurs positions varient. Mais la mise en cause des bactéries dans la formation de calcite n'a pas pu être démontrée en laboratoire malgré des tests concluants montrant les propriétés calcifiantes des bactéries isolées prélevées dans la Grande grotte.

Quelques vues de la Grande grotte (cartes postales, photos prises vers 1937)
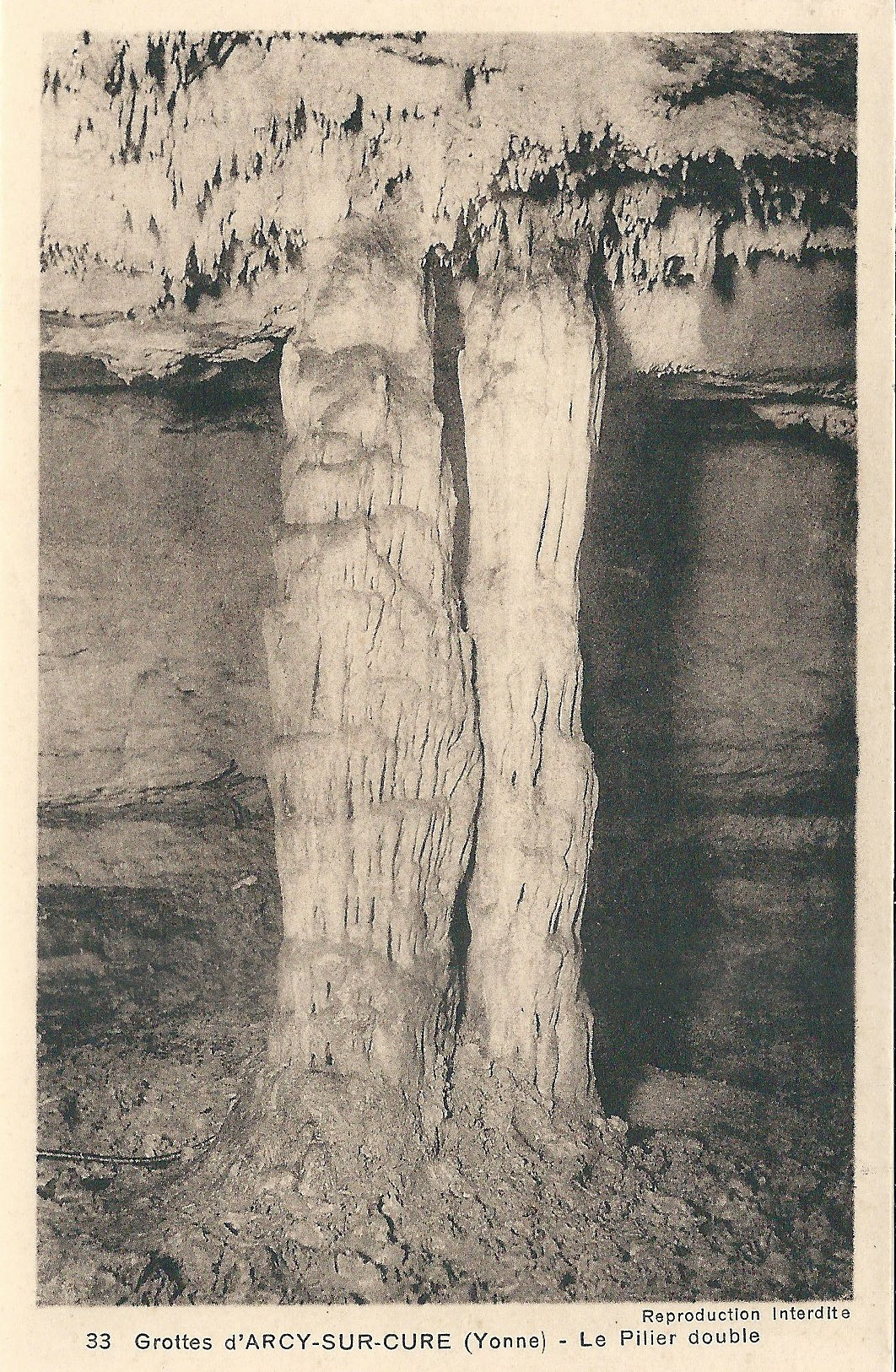
« Le Pilier Double »
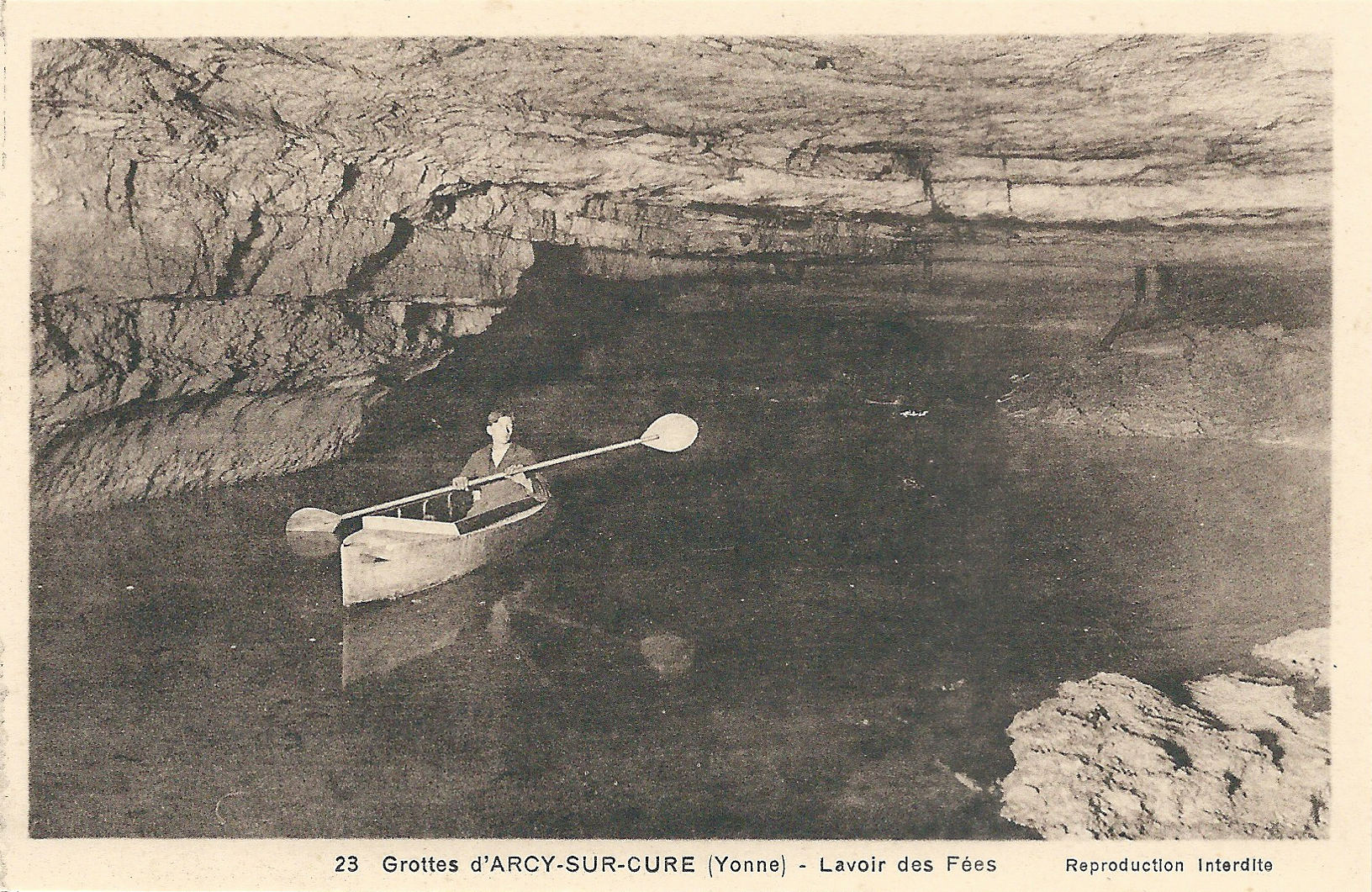
« Le Lavoir des Fées »
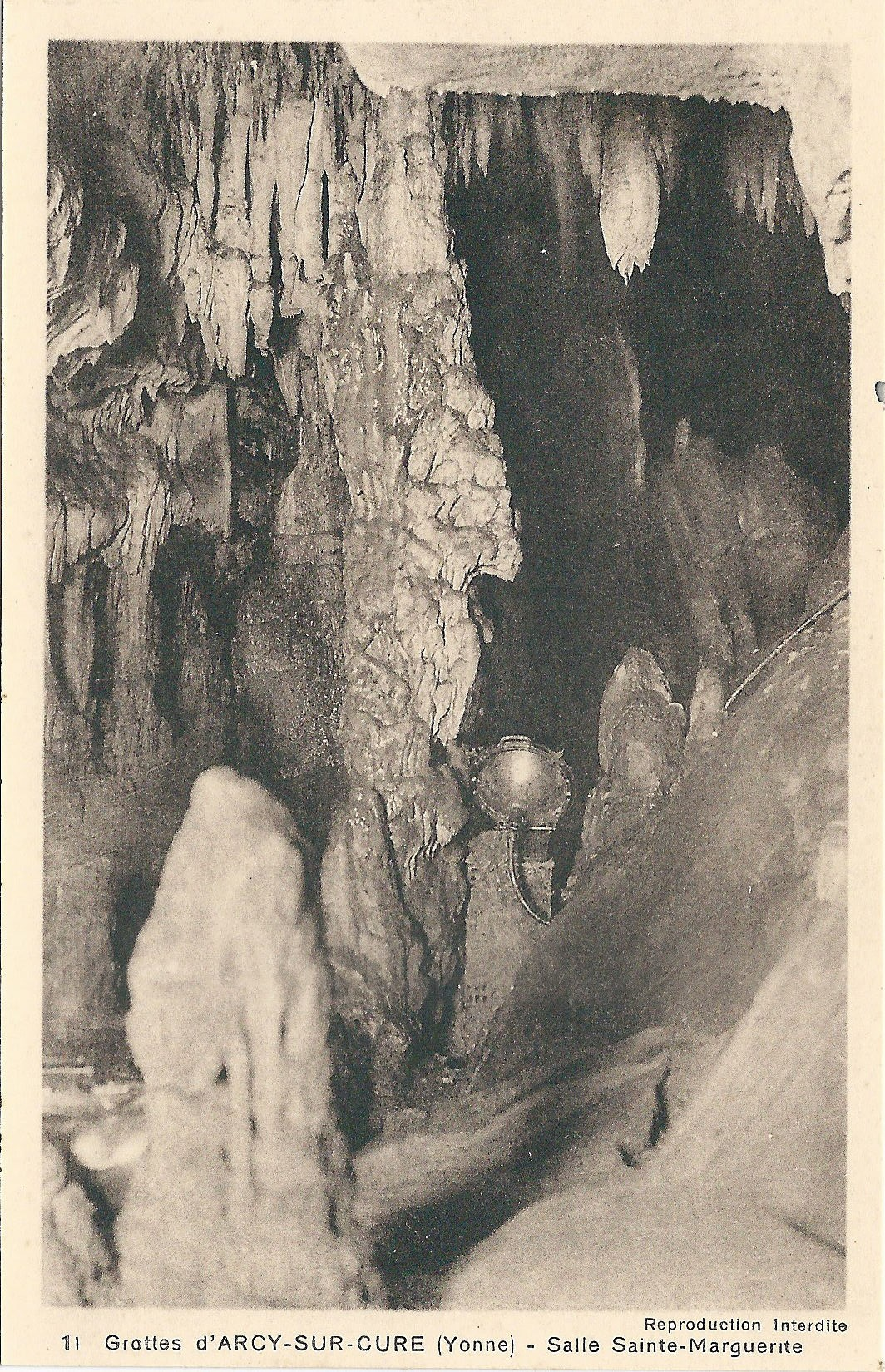
« Salle Sainte-Marguerite »
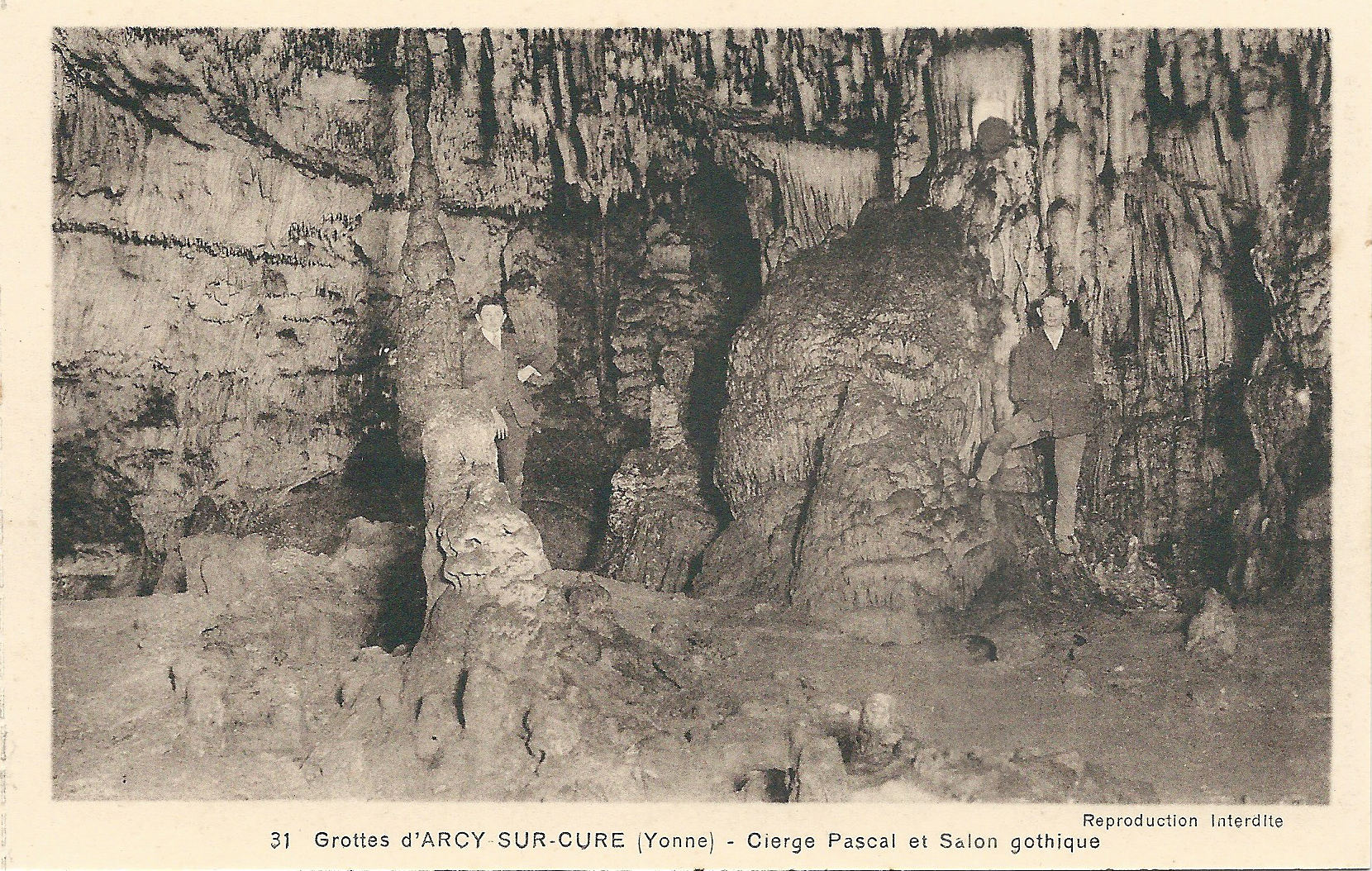
« Cierge pascal » et « salon gothique »
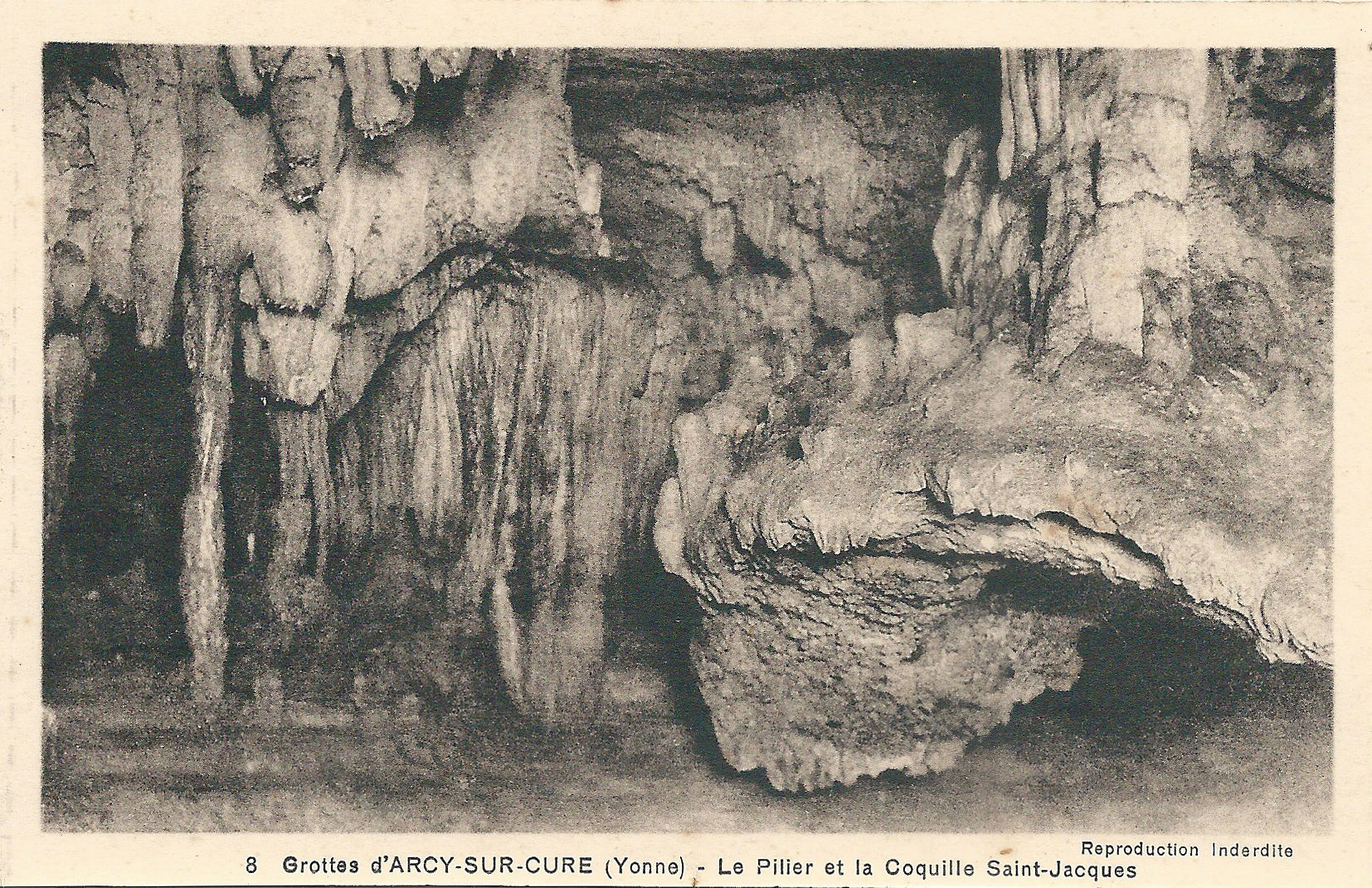
« Le Pilier » et « la coquille Saint-Jacques »

## Les peintures
Elles ont été découvertes par hasard dans la Grande grotte en 1990 (voir aussi plus haut le paragraphe « 1990 : peintures, fouilles Girard et Baffié »). Selon Liger en 1995, au moins 80 % des peintures ont été détruites lors de nettoyages malencontreux des parois par un jet à haute pression d'une solution d'acide chlorhydrique entre 1976 et 1990. En réalité il en reste plus qu'on ne le pensait dans les années 1990 car d'autres peintures ont été repérées depuis ; l'équipe scientifique chargée de l'étude de la grotte a décidé de ne plus dénuder d'autres peintures de sous la couche de calcite qui les protège, avant que les moyens techniques aient progressé suffisamment pour assurer leur conservation de façon certaine.
Le plus grand nombre de peintures connues à Arcy se trouve dans la Grande grotte, avec 282 peintures découvertes jusqu'en 2016 et d'autres peintures restant à découvrir,, dans cette grotte et peut-être dans d'autres de l'ensemble d'Arcy (la grotte Chauvet en présente plus de 400 et celle de Lascaux environ 1 900).
Dans la Grande Grotte, les peintures ont été repérées sur une longueur d'environ 180 m, sur les parois de salles éloignées de 300 à 500 mètres de l'entrée. Elles se situent dans la moitié nord de la grotte, c'est-à-dire la moitié la plus éloignée de l'entrée actuelle située au sud.
Sur les quelque 110 m2 du plafond de la salle des Vagues, environ 20 m2 ont résisté au décapage. Les peintures ont été protégées par une fine couche jaunie de carbonate de calcium cristallisé, elle-même recouverte d'une couche de calcite blanche plus épaisse.
Les dernières datations placent les peintures d'Arcy au deuxième rang en France par leur ancienneté, après la grotte Chauvet (31 000 ans) et avant celle de Lascaux (15 000 à 18 000 ans). Les peintures des grottes de Gargas (Pyrénées) sont sensiblement du même âge.
Le sondage du sol près de la corniche au Bison (dans la Grande grotte) a montré deux niveaux distinctement séparés par un concrétionnement partiel. Le niveau supérieur a livré un foyer d'éclairage, des fragments d'os carbonisés, un métatarsien d'ours enduit de peinture et des gouttes de peinture prises entre des feuillets de calcite. Associé aux peintures voisines, l'ensemble a été daté à environ 28 000 ans BP. Quelques centimètres plus en profondeur, une autre couche contenait des os de quatre jeunes ours avec deux amas interprétés comme coprolithes, vraisemblablement humains car intégrant de nombreux œufs d'Ascaris lumbricoides.
Le plafond de la salle des Vagues de la Grande grotte porte des gravures antérieures aux peintures (de même que la grotte du Cheval).

### Description
Les peintures sont réalisées avec deux couleurs principales : en noir à base de charbon de bois, et en rouge à base d'ocre (une mine d'ocre se trouve aux grottes de Saint-Moré à moins de 1 km de là, mais l'ocre utilisée dans la Grande grotte n'en provient pas - voir l'article « Grande grotte », section « Les pigments »).
On y trouve à la fois des « mains négatives » et des mains positives d'hommes, de femmes et d'enfants, et des représentations d'animaux.
Le bestiaire peint est non seulement très varié (mammouths, ours, rhinocéros, félins, Megaloceros, deux oiseaux - rares parmi les peintures préhistoriques en général -, cinq poissons - également rares dans l'art pariétal -, …) ; il se distingue aussi par la quantité d'espèces dangereuses représentées et par l'existence d'espèces rarement vues en peintures pariétales,. Les plus beaux ont reçu des noms : ainsi parmi les mammouths « le Colossal », « el Bicho », « Mamm-Eudald » (du nom de son découvreur).
Une grosse stalagmite formant un massif a pris des formes évoquant une silhouette féminine de type "Vénus gravettienne" ; elle a été marquée d'ocre sur la poitrine et les cuisses.
Pour représenter les animaux, les artistes préhistoriques choisissaient souvent des parties de paroi dont les reliefs et fissures étaient utilisées comme parties de l'œuvre. Un exemple en est d'un mégalocéros dont les grands bois sont représentés uniquement par une fissure dans la paroi rocheuse, ; ce grand cervidé peut ainsi représenter aussi bien une femelle (sans bois) et un mâle. 

Au moins une main a été dessinée avec de l'ocre à l'aide d'une pipette.
Les techniques utilisées (raclage, peinture, gravure) varient selon les époques plutôt que d'après la nature du support rocheux, et selon le type d'endroit (caché ou apparent) sans que cette répartition selon les lieux soit une règle absolue.

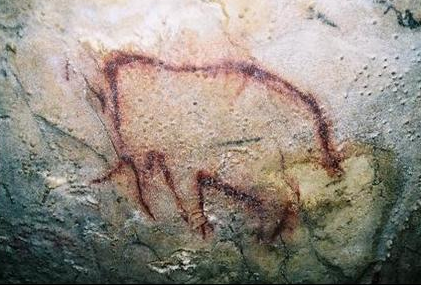
Mammouth.

Leurs pieds sont ici souvent ouverts (sans sabots ou doigts), ce qui constitue une particularité de ces grottes.
Pendant l'Holocène une partie des peintures a été recouverte d'un dépôt épais de calcite blanche.

### Les pigments
Les très nombreux blocs de pigments totalisant quelque 23 kg, trouvés essentiellement dans la grotte du Renne (560 g dans la grotte du Lagopède et seulement 9,1 g dans la grotte du Bison), sont des trois couleurs de base : rouge, noir et jaune ; mais un échantillon bleu (toujours dans la grotte du Renne) est aussi mentionné, de seulement 0,5 g, dont la couleur est due à des traces de cuivre. C'est le seul pigment bleu découvert dans un site préhistorique français. 

Le rouge provient de l'oxyde de fer tiré de l'hématite naturelle ou de la goethite [α-FeIIIO(OH)] chauffée ; le noir provient de charbon ou d'oxyde de manganèse.
Ces blocs montrent l'utilisation de techniques diverses. 

La plus courante est le lustrage par frottement sur un objet doux (75 % des utilisations totales) qui correspond au lustrage des peaux avec des blocs pigmentés, très développé au Châtelperronien notamment dans la couche X de la grotte du Renne qui a la particularité d'être elle-même teintée en violet. 

Les blocs ont aussi été grattés par frottement contre un objet rugueux (e.g. pierre, ~11 % des utilisations), raclés ou grattés avec un objet dur (e.g. silex, 7,5 % des utilisations), raclés ou forés jusqu'à formation d'une cupule (2,6 % des cas, soit 7 blocs dont deux usés par frottement avec des pinceaux), entaillés avec un objet tranchant. Cinq blocs ont été gravés pour former des lignes variées ; et trois blocs sont formés d'argile pétrie avec de la poudre de pigments. Les traces d'utilisation apparaissent souvent à deux endroits différents sur le même bloc, parfois à quatre endroits, ce qui montre un usage intensif ; et 12 blocs montrent deux types d'utilisation différents mais un seul en montre trois.
À noter aussi, la présence de blocs bruts de magnétite ou oxyde de fer (Fe3O4) : trois (respectivement de 42 g, 23 g et 0,8 g) dans la couche Xb (Châtelperronien, grotte du Renne) et un (0,2 g) dans la couche Xc. Ces blocs sont noir rougeâtre et donnent une poudre plutôt rougeâtre. Il s'agit peut-être de blocs de Fe2O3 ayant passé dans le feu d'un foyer : une chaleur de 1 000 °C les aurait transformés en Fe3O4
.
La couche IX (Châtelperronien) de la grotte du Renne contenait un gros fossile d'Ampullina (en) coloré en rouge.
Noter que l'hématite trouvée dans les grottes ornées d'Arcy-sur-Cure (grotte du Renne et Grande grotte) n'a pas été fabriquée à partir de la goethite des grottes de Saint-Moré.

### Les points indicateurs sonores
Pour un article plus général, voir Archéoacoustique.
Suivant une constante de l'art mural préhistorique, la plus grande concentration de peintures se trouve aux endroits dotés du maximum de résonances sonores,. Certaines niches ou recoins de grotte, dont les échos de sons choisis peuvent rappeler les cris d'animaux (meuglement du bison, hennissement du cheval…), sont particulièrement décorés ; par exemple, une niche de la Grande grotte, entourée de stalactites porteuses de points rouges, est signalée par les peintures d'un bison et d'un rhinocéros sur le mur lui faisant face. Ces points rouges semblent être des indicateurs de repérage du maximum de résonances.
Cette association des points rouges avec les endroits engendrant le maximum de résonances est particulièrement évidente à la grotte d'Oxocelhaya (Pays basque) et à la grotte du Portel (Ariège) et se rencontre dans d'autres locations étudiées (Labastide, Niaux…), dont la Grande grotte d'Arcy. La concordance sons/images est de 80 % à 90 % dans la plupart des cas, parfois de 100 %.

## Faune
On trouve dans les grottes au moins cinq espèces de chauve-souris.
Chassées de la grotte principale par les visites, un refuge dans la grotte des Fées leur a été ménagé dont l'accès a été fermé aux visiteurs.

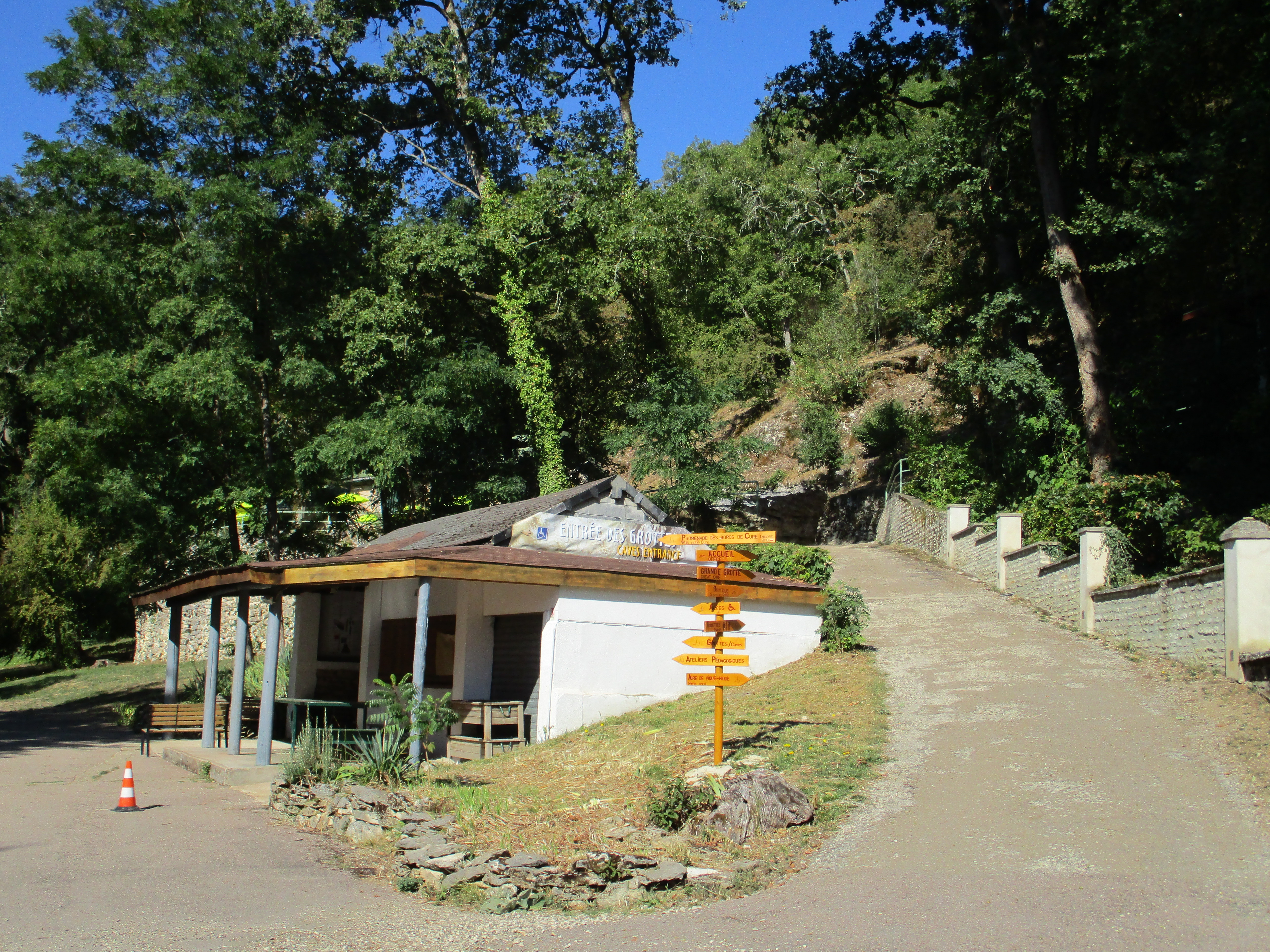
Bâtiment de sortie de la visite. L'accueil-boutique est à gauche en haut du chemin, avec l'entrée de la Grande grotte à sa droite. La promenade le long de la Cure et des autres grottes du site est sur la gauche.

Refuge des chauve-souris dans la grotte des Fées
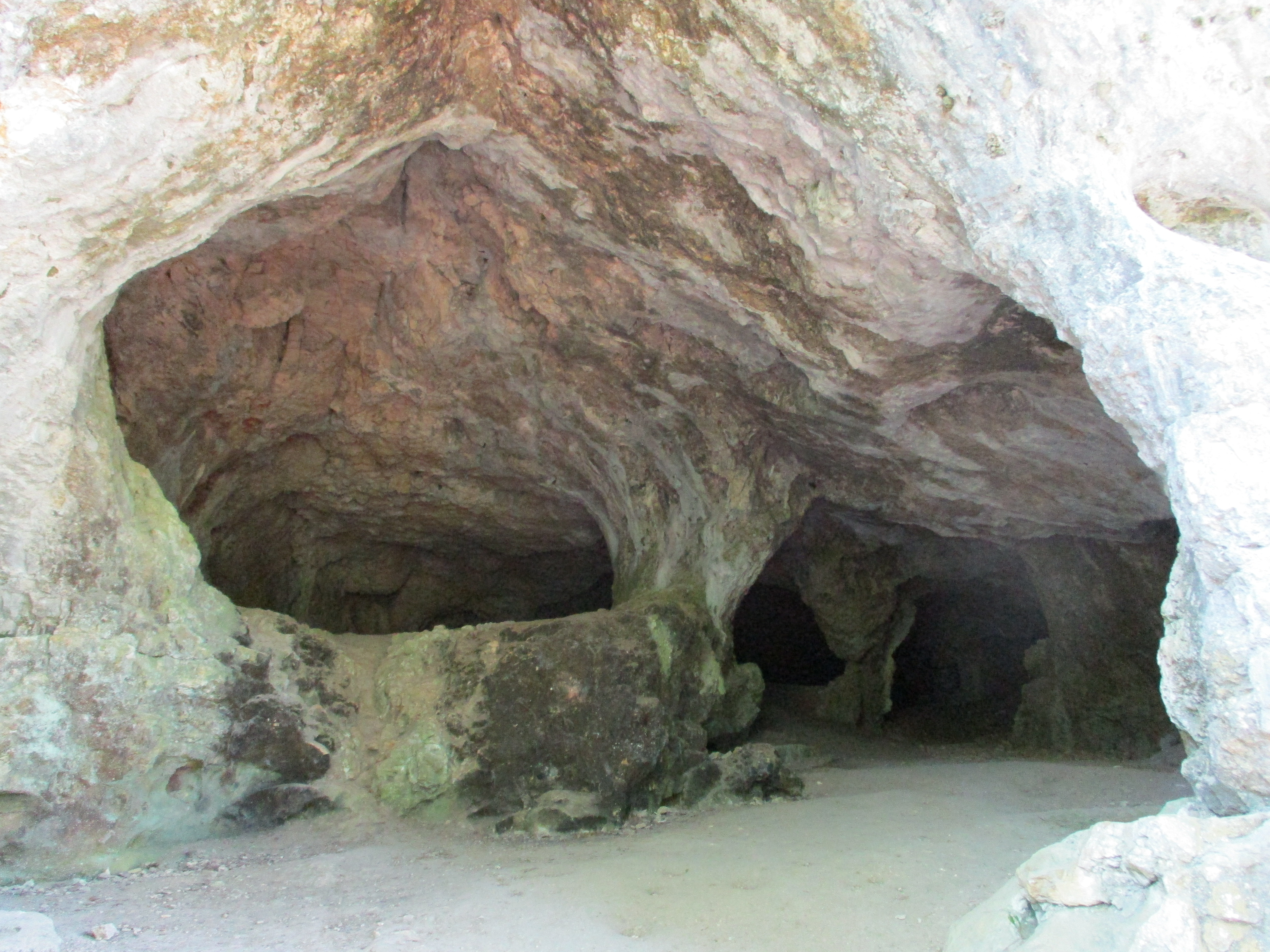
Première salle de la grotte des Fées, vue depuis le porche.
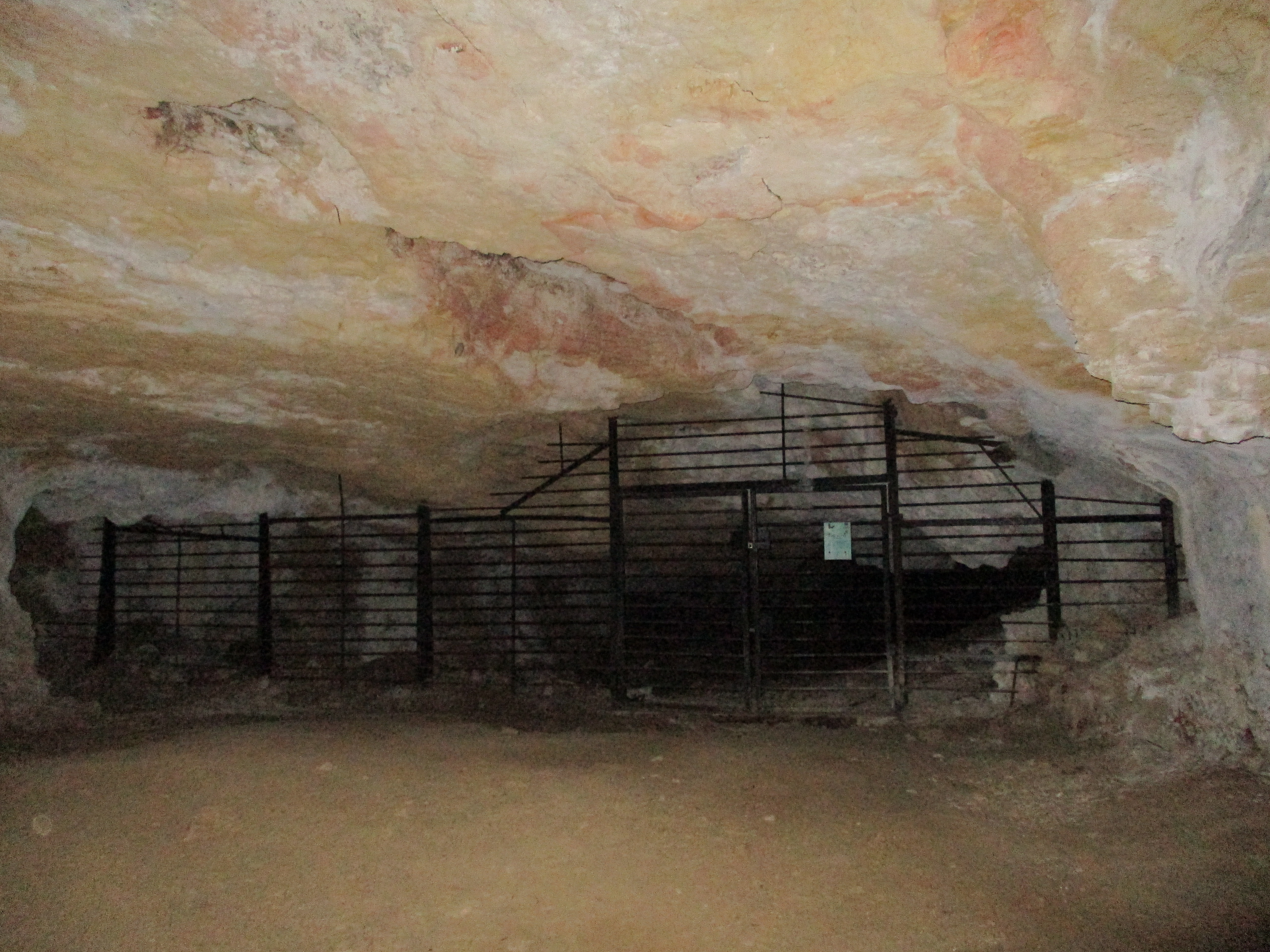
Au fond de la première salle, les grilles protégeant les chauve-souris.

## Tourisme
Les visites commentées de la Grande grotte, de nos jours la seule accessible au public, ont lieu depuis 1903.
De nos jours, les grottes d'Arcy sont un des principaux sites de tourisme dans l'Yonne ; la Grande grotte, la seule dont les entrées sont comptabilisables, attire environ 35 000 visiteurs par an. 

Le « sentier des grottes » part de la Grande grotte et remonte le cours de la Cure en rive gauche, passant au pied des falaises d'Arcy qui abritent les grottes éponymes ; toujours longeant la rive gauche, il tourne avec la rivière et continue en face des falaises portant les grottes de Saint-Moré (qui sont en rive droite, de l'autre côté de la Cure) ; puis il rejoint le village de Saint-Moré.

Le « sentier des grottes » sur Arcy
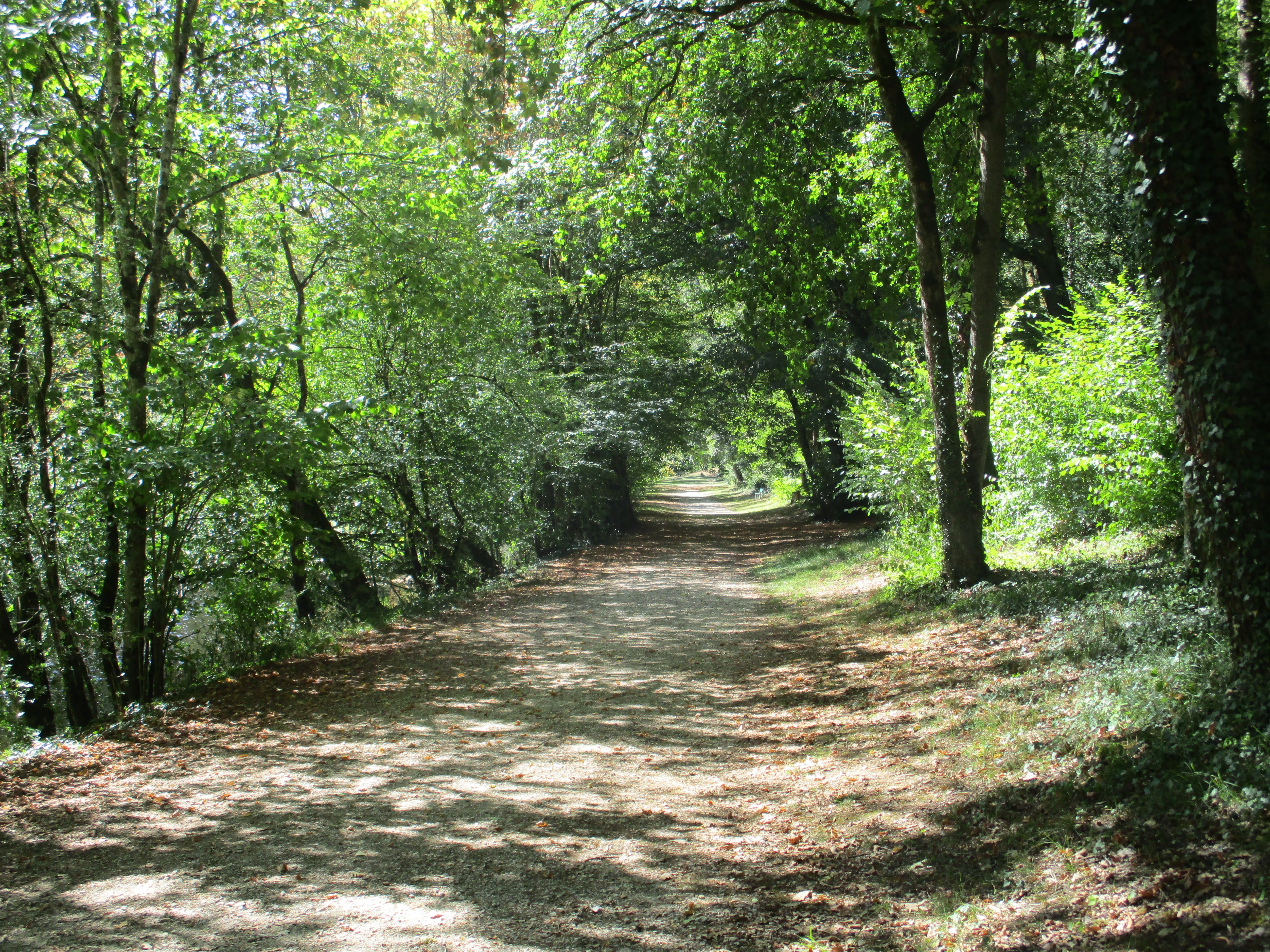
Le sentier peu après la Grande grotte…
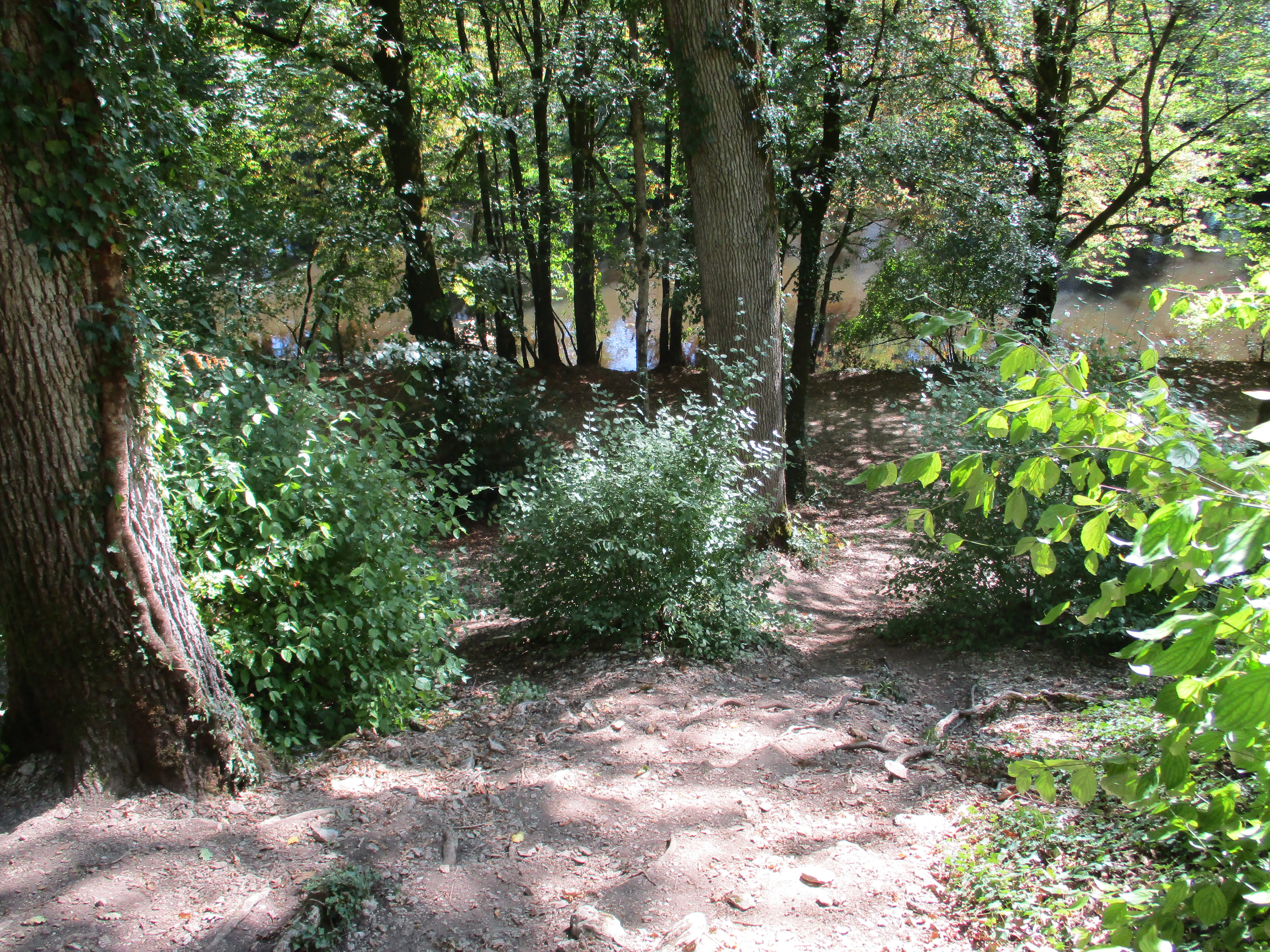
… avec la Cure en contrebas du sentier.
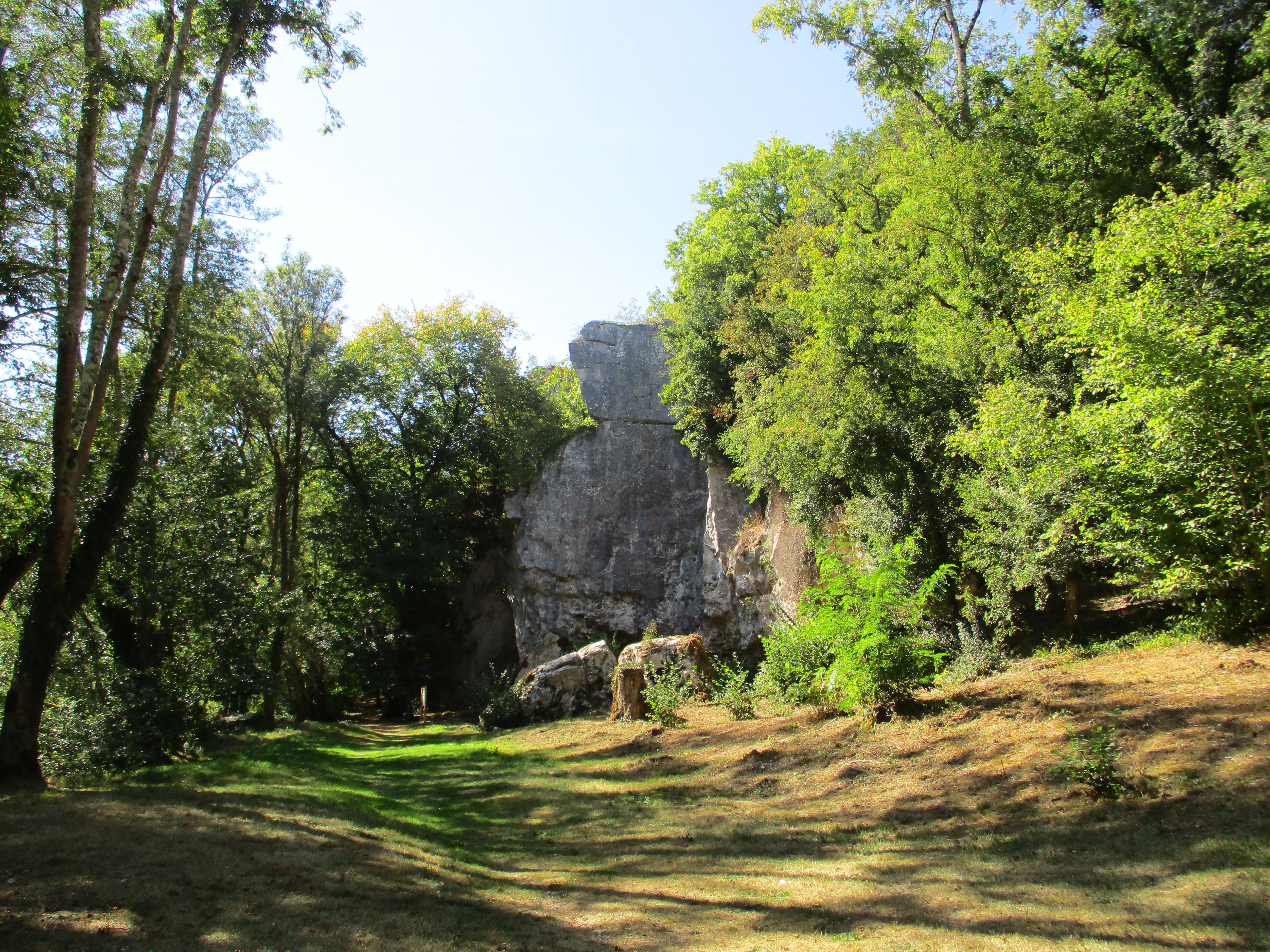
Une formation rocheuse le long du sentier.
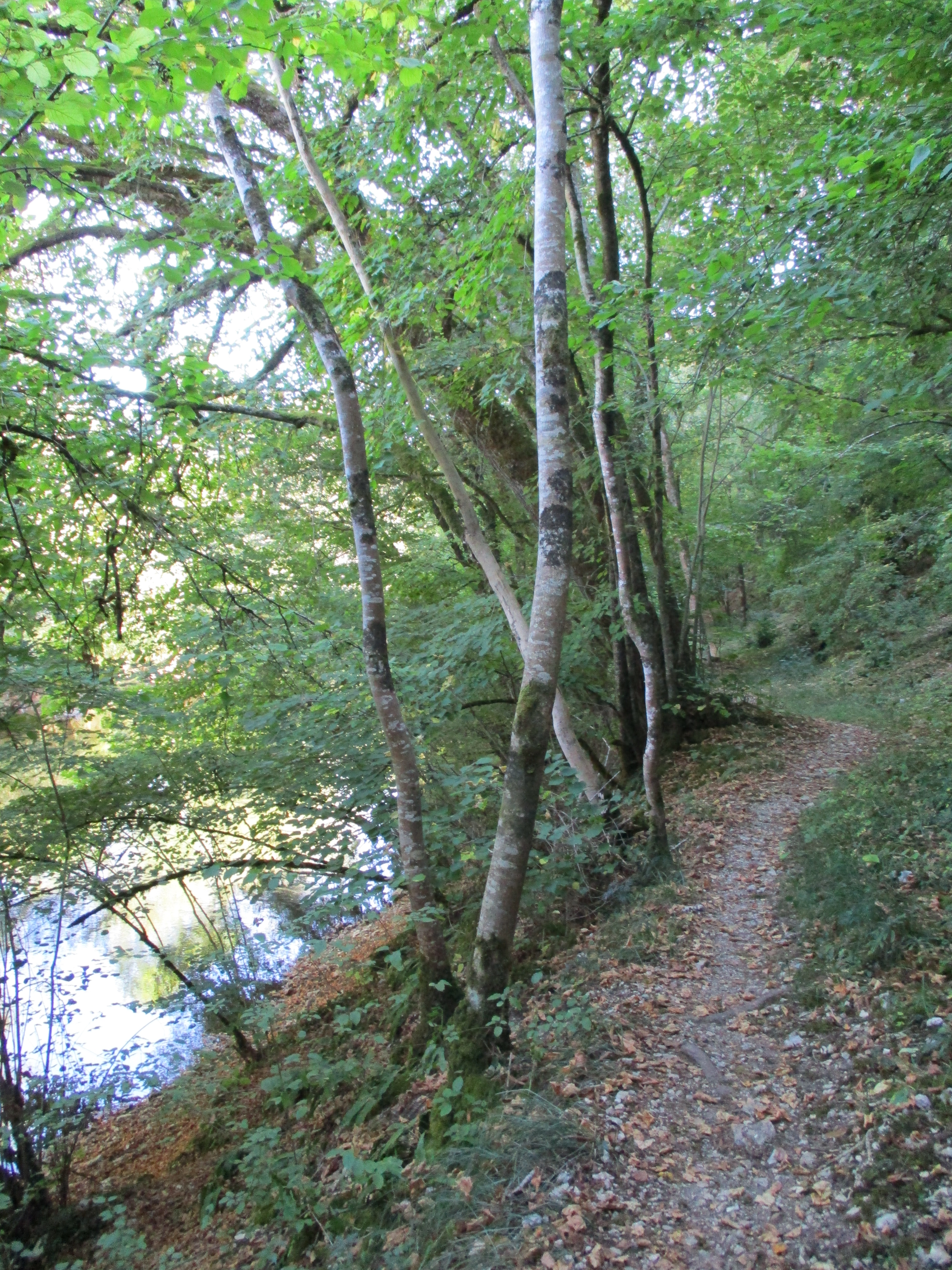
Plus avant, le sentier plus étroit.
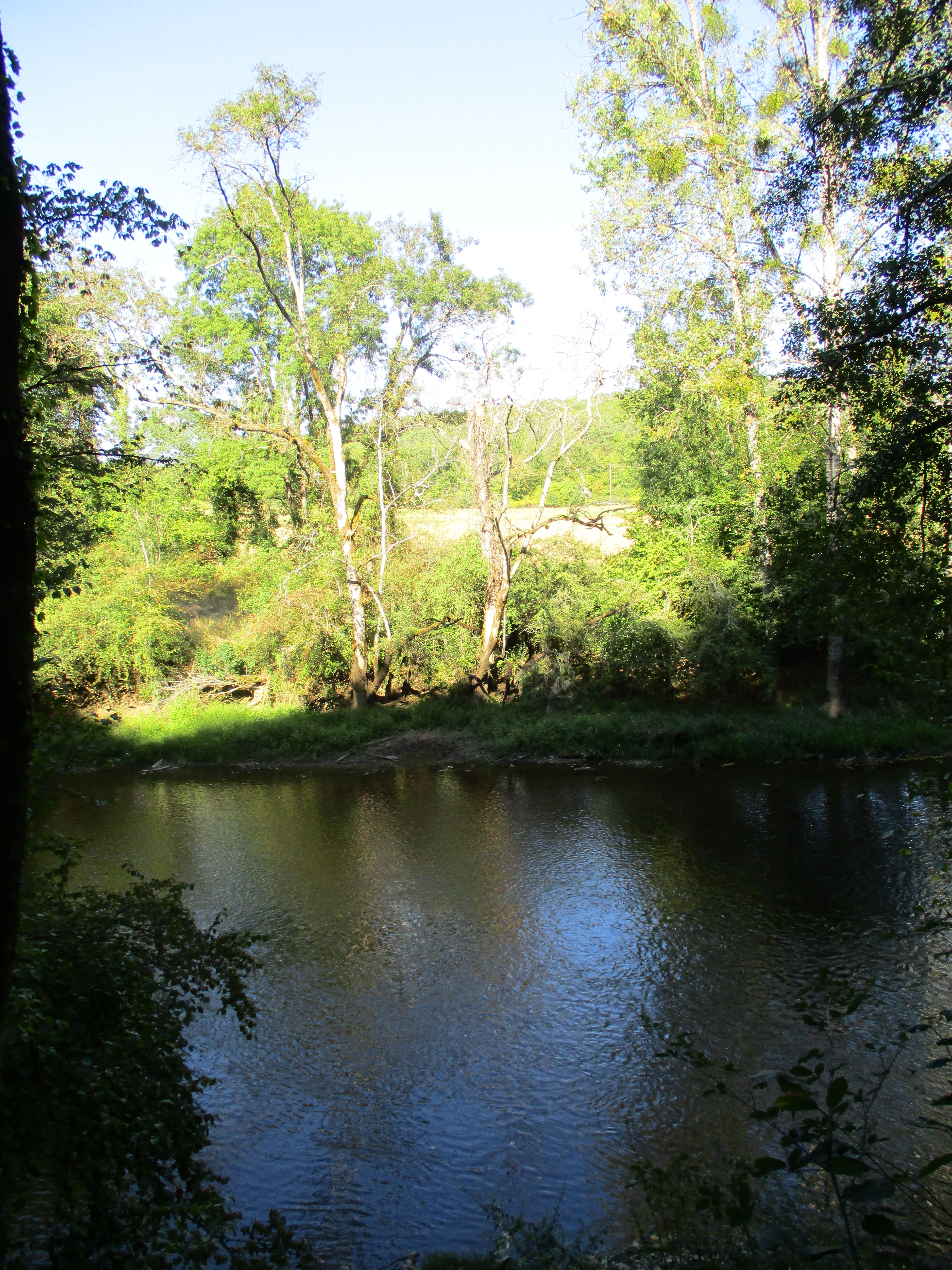
La Cure ; en rive droite, la plaine des Coulanges sur Saint-Moré.
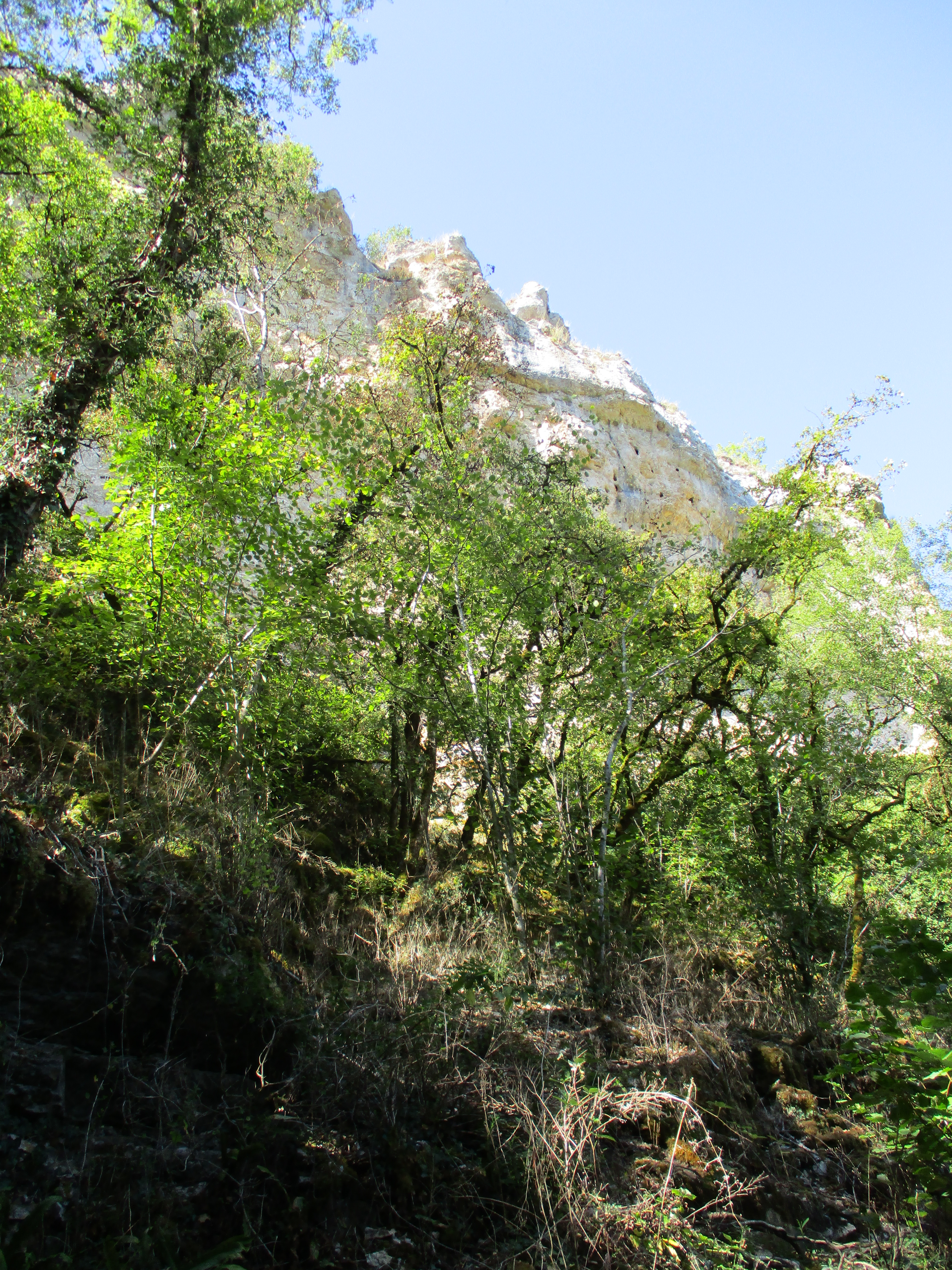
Le sommet des falaises d'Arcy, peu avant le tournant du sentier vers les grottes de Saint-Moré.

## Protection
Seize des cavités, grottes et galerie du site d'Arcy sont inscrites comme Monument historique en 1992 : Grande grotte, abri du Lagopède, grotte du Cheval, grotte de l'Hyène, grotte du Trilobite, grotte des Ours, grotte du Renne et la galerie Schoepflin, grotte du Bison, grotte du Loup, grotte du Lion, grotte des Fées, grotte des Deux Cours, Petit et Grand Abri, grotte des Goulettes. Cet arrêté est abrogé pour une inscription plus globale en 2018.